# Regenbogen

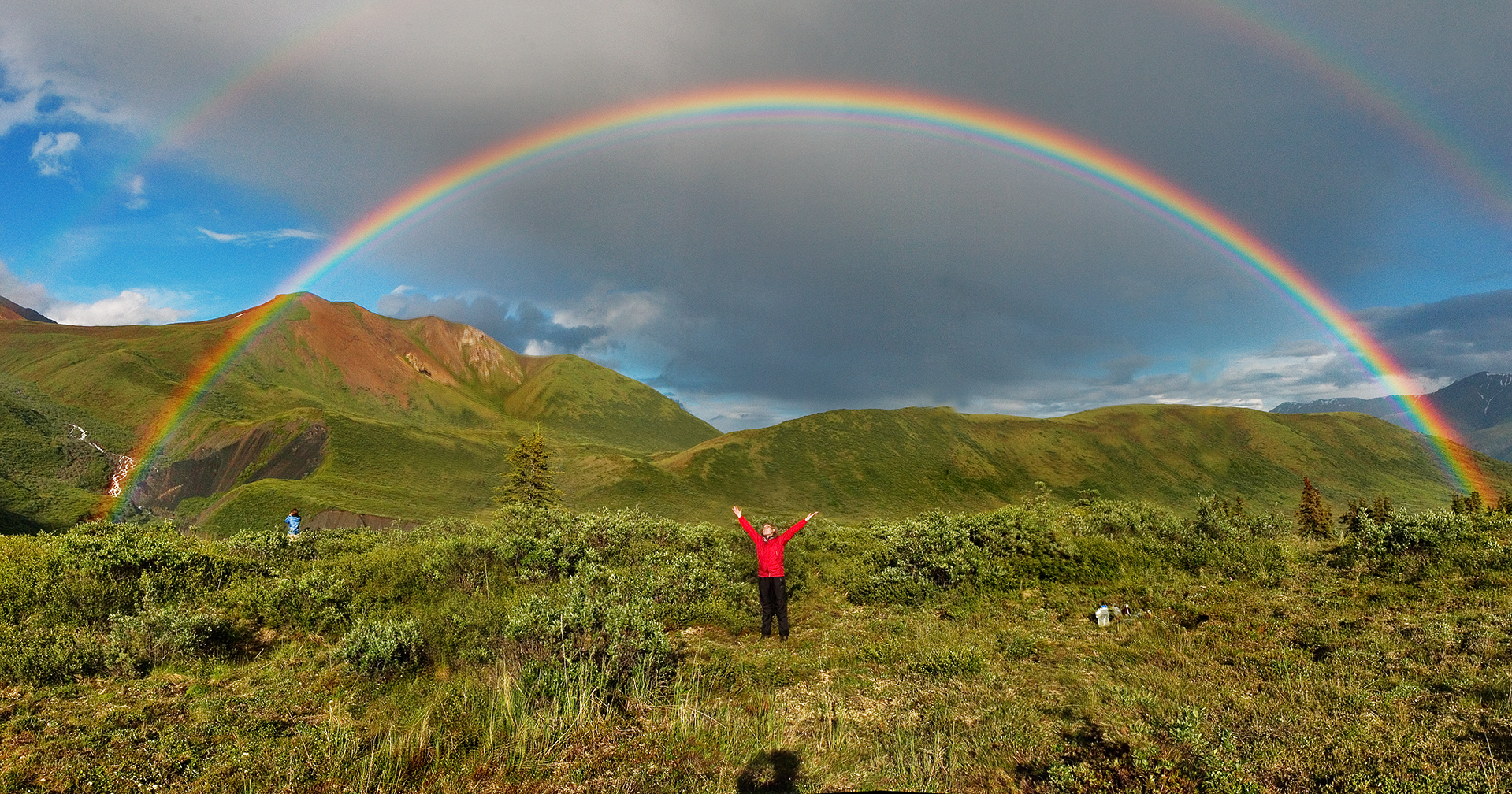
Haupt- (mit Interferenzbögen) und Nebenregenbogen im Wrangell-St.-Elias-Nationalpark (horizontaler Bildwinkel etwa 75°). Der Schatten des Kopfes des Fotografen (unten Mitte) befindet sich auf der Linie zum gedachten Mittelpunkt des Regenbogenkreises und weiter zum Sonnengegenpunkt.

Der Regenbogen ist ein atmosphärisch-optisches Phänomen, das als kreisbogenförmiges farbiges Lichtband in einem von der Sonne beschienenen Regenschauer erscheint. Die Erscheinung kommt durch das von Regentropfen gebrochene und zurückgeworfene Sonnenlicht zustande. Der Farbverlauf umfasst die Spektralfarben des mit dem Auge sichtbaren Bereichs des Sonnenspektrums. Im Unterschied zum Prisma sind die aus dem Regentropfen austretenden farbigen Strahlen außer den roten nicht gesättigt, am wenigsten die blauen.
Sowohl beim Eintritt in als auch beim Austritt aus einem Regentropfen wird das Sonnenlicht gebrochen, die kurzwelligen (blauen) stärker als die langwelligen (roten) Anteile des Sonnenlichts. Das Sonnenlicht wird auf diese Weise in verschieden stark abgelenkte Strahlen unterschiedlicher Farben zerlegt. Zwischen Eintritt und Austritt werden diese Strahlen an der Tropfeninnenwand teilweise reflektiert und somit zum zwischen Sonne und Regenwand sich befindenden Beobachter zurückgeworfen. In dessen Augen gelangt Licht gleicher Farbe konzentriert aus Regentropfen, die sich auf einem schmalen Kreisbogen am Himmel befinden. Das wahrgenommene Licht verschiedener Farben kommt aus verschiedenen Tropfen, die sich jeweils auf verschiedenen, untereinander konzentrischen Kreisbögen befinden. Jeden einzelnen Regentropfen verlässt aber Licht aller Regenbogenfarben. Die Strahlen jeder Farbe sind in ihm in je einem schmalen Kegelmantel, die untereinander konzentrisch sind, angeordnet. Diese Anordnung wiederholt sich im beobachteten Regenbogen. Der Beobachter befindet sich in der Spitze solcher Kegelmäntel, und die Winkel („Regenbogenwinkel“) sind hier wie dort gleich groß.
Bei sehr hellem Himmel vor der Regenwolke ist über dem kräftigen Hauptregenbogen ein Nebenregenbogen sichtbar. Dieser stammt aus Regentropfen, in denen das Sonnenlicht zweimal an der Tropfeninnenwand reflektiert wurde. Der Nebenregenbogen ist wegen der zweimaligen, jeweils nur teilweisen Reflexion lichtschwächer als der Hauptregenbogen und hat wegen der doppelten Reflexion bzw. Spiegelung die umgekehrte Farbfolge.

## Charakter des Sonnenlichts und Zusammenfassung der Regenbogenentstehung (Hauptregenbogen)

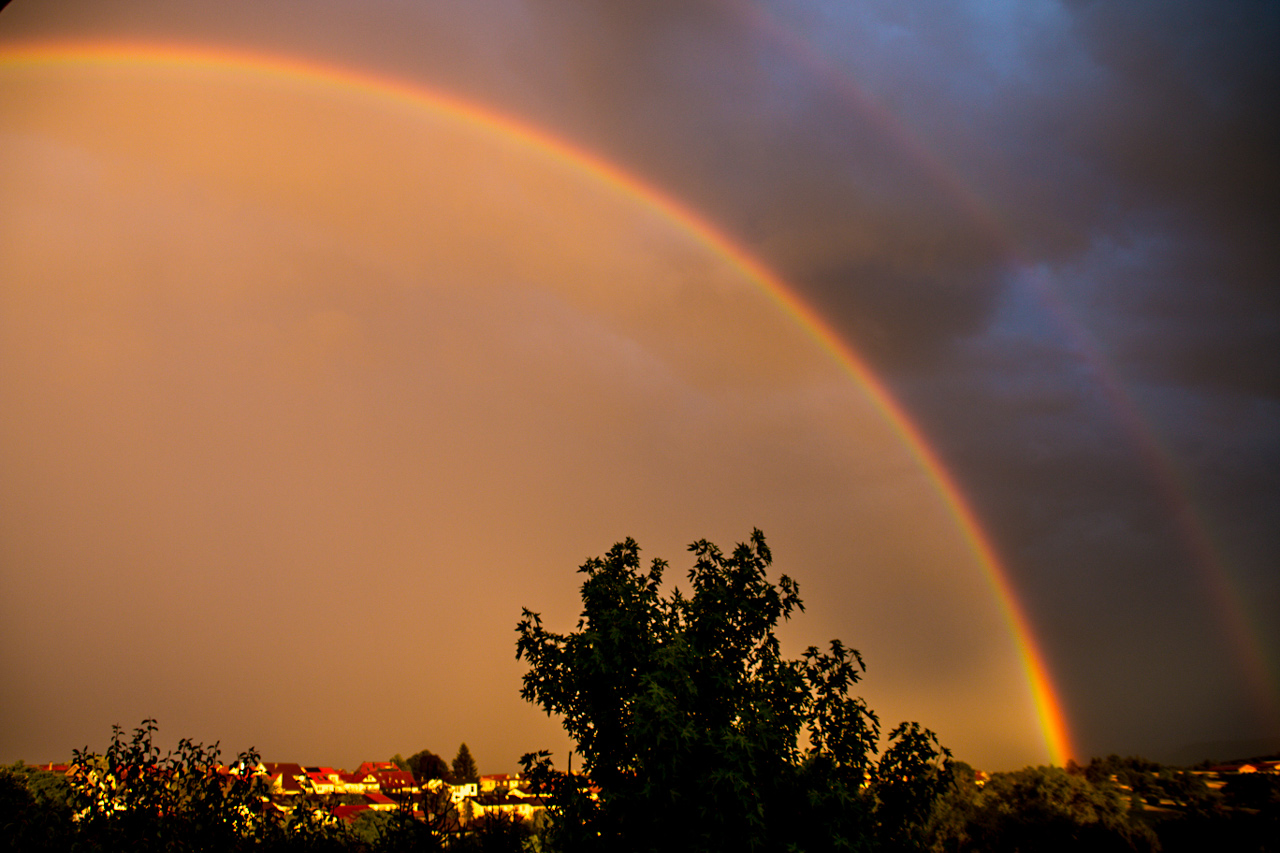
Regenbogen bei Sonnenuntergang leuchten besonders intensiv

Farbzerlegung eines Sonnenstrahls durch ein Prisma (qualitativ)

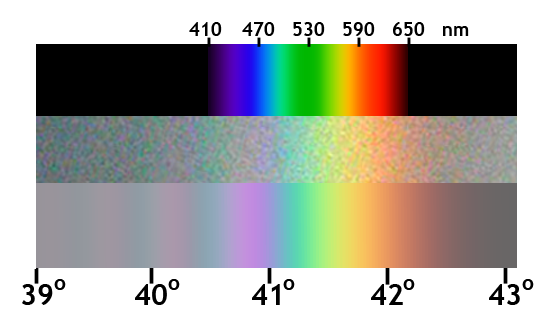
Oberer Streifen: Lichtspektrum,
mittlerer Streifen: Regenbogenausschnitt,
unterer Streifen: berechnete Regenbogenfarben,
links im mittleren und unteren Streifen: „überzählige“ Regenbögen

Die sichtbare Sonnenstrahlung ist ein kleiner Ausschnitt aus dem Spektrum elektromagnetischer Wellen. Die hochstehende Sonne erscheint nahezu weiß, ihr Licht ist eine Mischung verschiedener Anteile des Lichtspektrums. Eine tiefstehende Sonne erscheint rötlicher, da der kurzwellige (blaue) Anteil durch die Erdatmosphäre stärker gestreut wird als der langwellige rote, was zum Beispiel auch zu Abendrot und Morgenrot führt.
Die Farben des Regenbogens entstehen durch Brechung des Sonnenlichts in den Wassertropfen, wobei dieses wie in einem Prisma wellenlängenabhängig unterschiedlich stark abgelenkt wird. In den Wassertropfen kommt innere Reflexion hinzu. Die Farben des Regenbogens (außer dem Blau-Violett) sind weniger rein und weniger deutlich voneinander getrennt zu beobachten als im mit Hilfe eines Prismenspektroskops erzeugten Lichtspektrum. Dort wird mithilfe einer Schlitzblende ein sehr schmaler Lichtstreifen zerlegt. Beim zwar selbst relativ „schmalen“ Wassertropfen fehlt diese Blende, sodass sich isolierte farbige Strahlen teilweise wieder überlagern. Farbig gleiche Strahlen aus benachbarten Eingangsstrahlen werden vereinigt, wobei sie sich durch Interferenz verstärken oder auslöschen können.
Der Beobachter sieht als spektralfarbig abgestuften Regenbogen nur jenen Anteil des durch die Regentropfen tretenden Lichts, der inwendig an der Tropfenrückseite reflektiert wurde. Dieses die Wassertropfen verlassende Licht beschränkt sich für den zwischen Sonne und Regenwand stehenden Beobachter jeweils auf schmale Bereiche, die als kreisbogenförmige farbige Streifen eines leuchtenden Bandes am Himmel erscheinen. Vom Beobachter her betrachtet bilden die kegelmantelförmig einfallenden Lichtstrahlen eine der Sonne gegenüberliegende charakteristische Figur, die nur unter einem bestimmten Winkel zu sehen ist. Sie setzt sich aus unzählig vielen Lichtstrahlen zusammen, die jeweils aus einem der Tropfen im Kegelmantel stammen und beim Beobachter ankommen. Bei einem durchwandernden Regengebiet lässt sich beobachten, wie der Regenbogen von Sonnenschein und Regenfall abhängt und mit nachlassendem Regen verblasst.
Der Hauptregenbogen kommt durch einmalige Reflexion in den Tropfen zustande. Blickt der Beobachter auf sonnenbeschienene Wassertropfen, so nimmt er rotes Licht aus Tropfen wahr, die auf einem Kegelmantel mit einem Winkelabstand von rund 42° um den gedachten Sonnengegenpunkt liegen. Das stärker abgelenkte blaue Licht stammt aus Regentropfen, die auf einem spitzeren (rund 40°) Kegelmantel liegen. Die Spitzen der Licht-Kegelmäntel befinden sich im Auge des Beobachters. Ihre Achsen führen zum Sonnengegenpunkt.

## Strahlengang im Regentropfen
Der Hauptregenbogen entsteht durch Sonnenlicht, das in einen kugelförmigen Wassertropfen eindringt, im Innern einmal reflektiert wird und dann wieder aus dem Tropfen austritt.
Wenn {\displaystyle \theta _{i}} der Eintrittswinkel (Winkel zur Senkrechten) ist und {\displaystyle \theta _{r}} der Winkel zur Senkrechten im Wassertropfen, dann gilt nach dem Brechungsgesetz
{\displaystyle \theta _{r}=\arcsin {\frac {\sin(\theta _{i})}{n(\lambda )}}\ .}
Dabei ist {\displaystyle n(\lambda )} der von der Wellenlänge des Lichts {\displaystyle \lambda } abhängige Brechungsindex des Wassers.
Der Winkel zur Senkrechten beim Eintritt innerhalb des Tropfens, der entsprechende Winkel bei der Reflexion und auch beim Austritt aus dem Tropfen {\displaystyle \theta _{r}} tritt in gleichschenkligen Dreiecken mit zwei Seitenlängen gleich dem Radius des Tropfens auf. Diese Winkel sind daher alle identisch.
Die gesamte Winkeländerung beim Durchgang durch den Tropfen ergibt sich damit als
{\displaystyle \delta _{\text{gesamt}}=2\left(\theta _{i}-\arcsin {\frac {\sin(\theta _{i})}{n(\lambda )}}\right)+\left(\pi -2\arcsin {\frac {\sin(\theta _{i})}{n(\lambda )}}\right)\ .}
Maximale Intensität tritt auf, wenn der Winkel der gesamten Ablenkung sich bei Variation des Einfallswinkels nicht ändert. Dies geschieht, wenn die Ableitung nach dem Eintrittswinkel null wird, also für
{\displaystyle {\frac {d\delta _{\text{gesamt}}}{d\theta _{i}}}=0.}
Diese Bedingung ist für den Winkel {\displaystyle \delta _{\text{gesamt}}\approx 180^{\circ }-42^{\circ }} erfüllt.

### Mehrere Reflexionen
Der Nebenbogen entsteht bei zwei Reflexionen innerhalb des Tropfens. Die Winkeländerung kann völlig analog für eine beliebige Zahl an Reflexionen k = 1, 2, 3, … berechnet werden:
{\displaystyle \delta _{\text{gesamt}}=2(\theta _{i}-\arcsin \left(\sin(\theta _{i})/n(\lambda )\right))+k(\pi -2\arcsin \left(\sin(\theta _{i})/n(\lambda )\right))}
Maximale Intensität tritt beim Eintrittswinkel
{\displaystyle \theta _{i}=\arcsin {\sqrt {\frac {(k+1)^{2}-n(\lambda )^{2}}{(k+1)^{2}-1}}}}
auf, bei dem die Ableitung der Gesamtablenkung nach dem Einfallswinkel gleich null ist.

### Reflexion, Brechung, Streuung und Überlagerung an einem Regentropfen

Weg und Farbzerlegung eines Sonnenstrahls im Regentropfen, einmalige innere Reflexion

Strahlengänge für rotes Licht in einem Wassertropfen mit einer inneren Reflexion. Gezeichnet sind nur die in die obere Tropfenhälfte einfallenden Strahlen, die Situation für die andere Hälfte ist spiegelsymmetrisch.

Ein Regentropfen ist transparent und während des Falls in guter Näherung kugelförmig. Die Abbildung links zeigt den Weg eines Sonnenstrahls durch einen Regentropfen. Beim Ein- und Austritt sind die am Tropfenrand reflektierten Teile und bei der inneren Reflexion die austretenden Teile des Strahls nicht gezeichnet. Diese Strahlteile sind an der Entstehung des Regenbogens nicht beteiligt, sie reduzieren lediglich dessen Intensität.
Beim Eintritt werden die verschiedenen farblichen Anteile des Sonnenstrahls nach dem farbabhängigen Brechungsgesetz verschieden stark abgelenkt, rot am wenigsten, violett am stärksten. Innerhalb des Tropfens werden die entstandenen Farbstrahlen an nicht genau gleichen Stellen der kugelförmigen Rückwand reflektiert. Ihr Austritt erfolgt ebenfalls nicht an einer einzigen, genau gleichen Stelle am Tropfenrand. Die erneute Ablenkung durch Brechung ist zudem noch von der Farbe jedes Teilstrahls abhängig.
In der Abbildung rechts ist gezeigt, wie das meiste einen Tropfen passierende rote Licht an der Mantelfläche eines Kegels konzentriert von diesem zurückgeworfen wird. Je flacher das Licht auf den Tropfen trifft, desto mehr wird es gestreut. Bei den anderen Farben ist das Bild prinzipiell gleich, nur wird das Licht gemäß Brechungsgesetz etwas stärker abgelenkt, blau am stärksten. Die Strahlenbüschel (konzentriertes und Streulicht) der unterschiedlichen Farben überlagern sich, weshalb wegen des jeweiligen Streulichts die Sättigung der Farben geschwächt wird. Am roten Rand ist die Sättigung maximal (reine Farbe, da dem konzentrierten Licht kein Streulicht überlagert wird), an der blauen Seite ist sie minimal (hier wird dem konzentrierten Licht Streulicht aller Farben überlagert).

Zur Förderung der Übersichtlichkeit ist in der Abbildung der Vorgang nur für rotes Licht, d. h. nur für eine der im Sonnenlicht enthaltenen Farben dargestellt. Typischer Unterschied für die Farben ist der Kegelwinkel an der scharfen Seite des konzentrierten Lichts (2 mal 42° für Rot; 2 mal 40,2° für Blau). Die Darstellung ist ein Schnitt durch die Mitte des kugelförmigen Tropfens. Um die Mittenachse besteht Rotationssymmetrie für das den Tropfen passierende Licht.

### Farbige Strahlen aus vielen Regentropfen werden als Regenbogen gesehen

Winkelbeziehungen zwischen Beobachter, Regentropfen und Sonne

Die Strahlen vieler Tropfen erreichen das Auge – unten der Hauptregenbogen, darüber der Nebenregenbogen

Die Abbildung rechts zeigt die Winkelbeziehungen zwischen Beobachter, Regentropfen und Sonne. Da der in den Tropfen eintretende und der den Beobachter passierende Sonnenstrahl parallel sind, schneidet ein Strahl zwischen Regenbogen und Beobachter beide Sonnenstrahlen unter gleichen Wechselwinkeln. Im Bild sieht der Beobachter einen aus einem Tropfen austretenden roten Strahl (Wechselwinkel 42°). Um die Linie zwischen Beobachter und Sonnen-Gegenpunkt besteht bezüglich Licht aus weiteren Regentropfen Rotationssymmetrie. Die ihn aus vielen Tropfen erreichenden Lichtstrahlen befinden sich auf einem Kegelmantel mit gleichem Öffnungswinkel wie der Öffnungswinkel der Kegelmantel-Spots der Regentropfen.
In der Abbildung links sind im unteren Teil zwei am Hauptregenbogen beteiligte Regentropfen markiert (einmalige innerer Reflexion; die markierten Tropfen darüber betreffen den Nebenregenbogen, siehe folgenden Abschnitt). Vom Licht aus dem blauen Kegelmantel-Spot (unterer Tropfen) und aus dem roten Kegelmantel-Spot (Tropfen darüber) erreichen kleine Ausschnitte den Beobachter. Die Wassertropfen sind übertrieben groß gezeichnet. In Realität wird jede Lichtfarbe aus vielen kleinen eng beieinander und hintereinander liegenden Tropfen und von nahezu unendlich vielen auf einem kreisförmigen Band liegenden Tropfen gesehen. Die Helligkeit ist beschränkt, weil trotz Lichtkonzentration in Kegelmänteln nur kleine Ausschnitte von ihnen gesehen werden.
Die Vorstellung, dass gemäß Abbildung links oben eigentlich Blau die oberste Farbe im Hauptbogen sein müsste, ist irrig. Da Blau auf einem spitzeren Kegelmantel-Spot austritt, sind die Tropfen, die für einen Beobachter das Blau liefern, dem Zentrum des Regenbogens näher.

Die Auffächerung des Hauptregenbogens durch Dispersion beträgt zwischen Rot und Blau etwa 1,8°. Wegen der räumlichen Ausdehnung der Sonne von etwa 0,5° beträgt die Breite jeder Farbe ebenfalls etwa 0,5°. Diese Unschärfe liegt deutlich unter der Auffächerung, weshalb der Beobachter noch eine relativ reine rote äußere Farbe sieht. Die anderen Farben sind durch Mischung weniger gesättigt beziehungsweise rein. Die Addition der endlichen Sonnenausdehnung und der Auffächerung ergibt die Gesamtbreite des Hauptregenbogens von etwa 2,2°. Bei einer Entfernung des Regenschauers von 1 km sind Regentropfen über eine radiale Strecke von etwa 35 m am Regenbogen beteiligt.

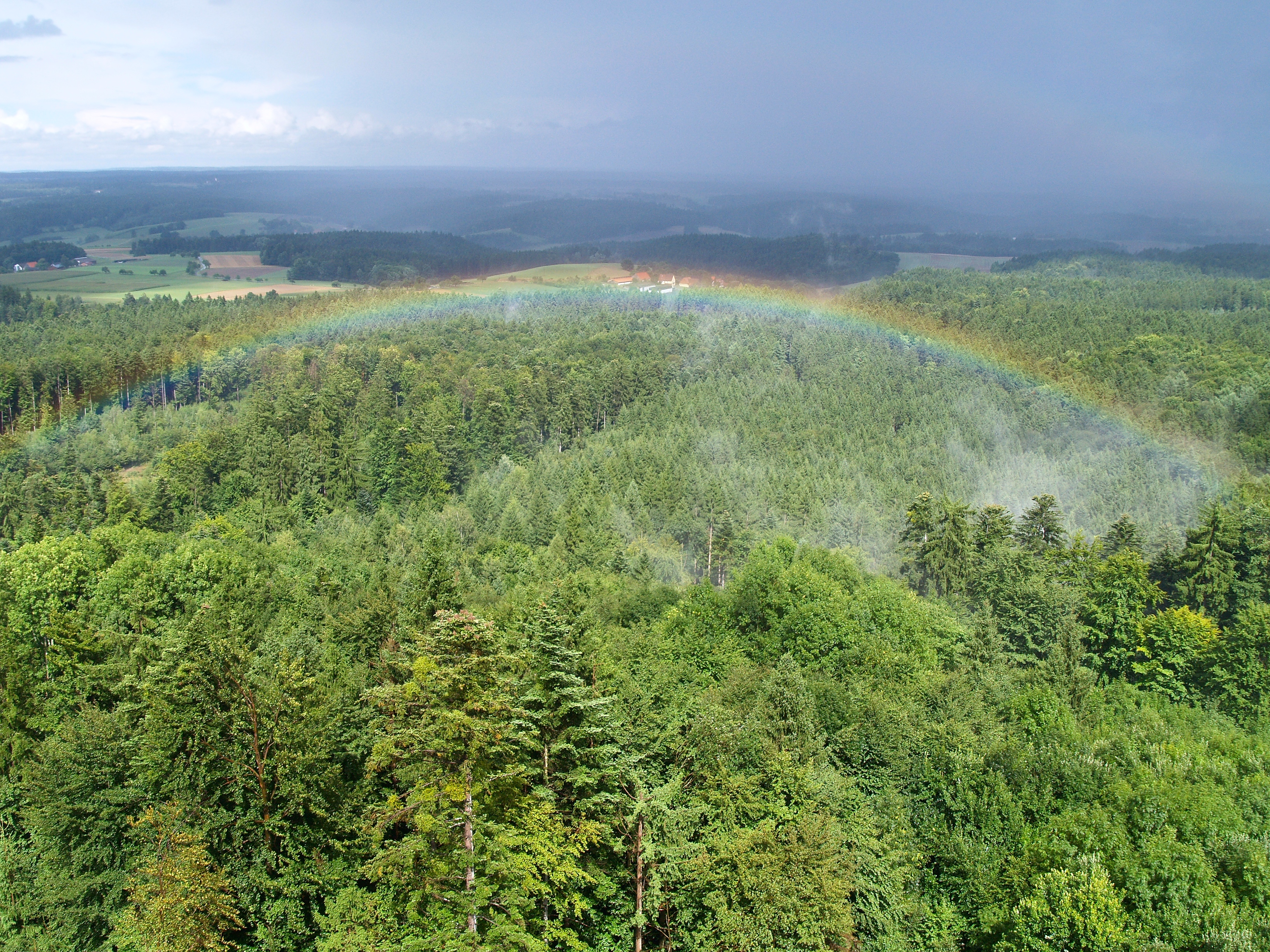
Steht die Sonne höher als 42°, ist der Hauptregenbogen nur von einem erhöhten Standort aus und tiefer als der Horizont liegend sichtbar: vom Altenbergturm um die Mittagszeit sichtbarer Regenbogen

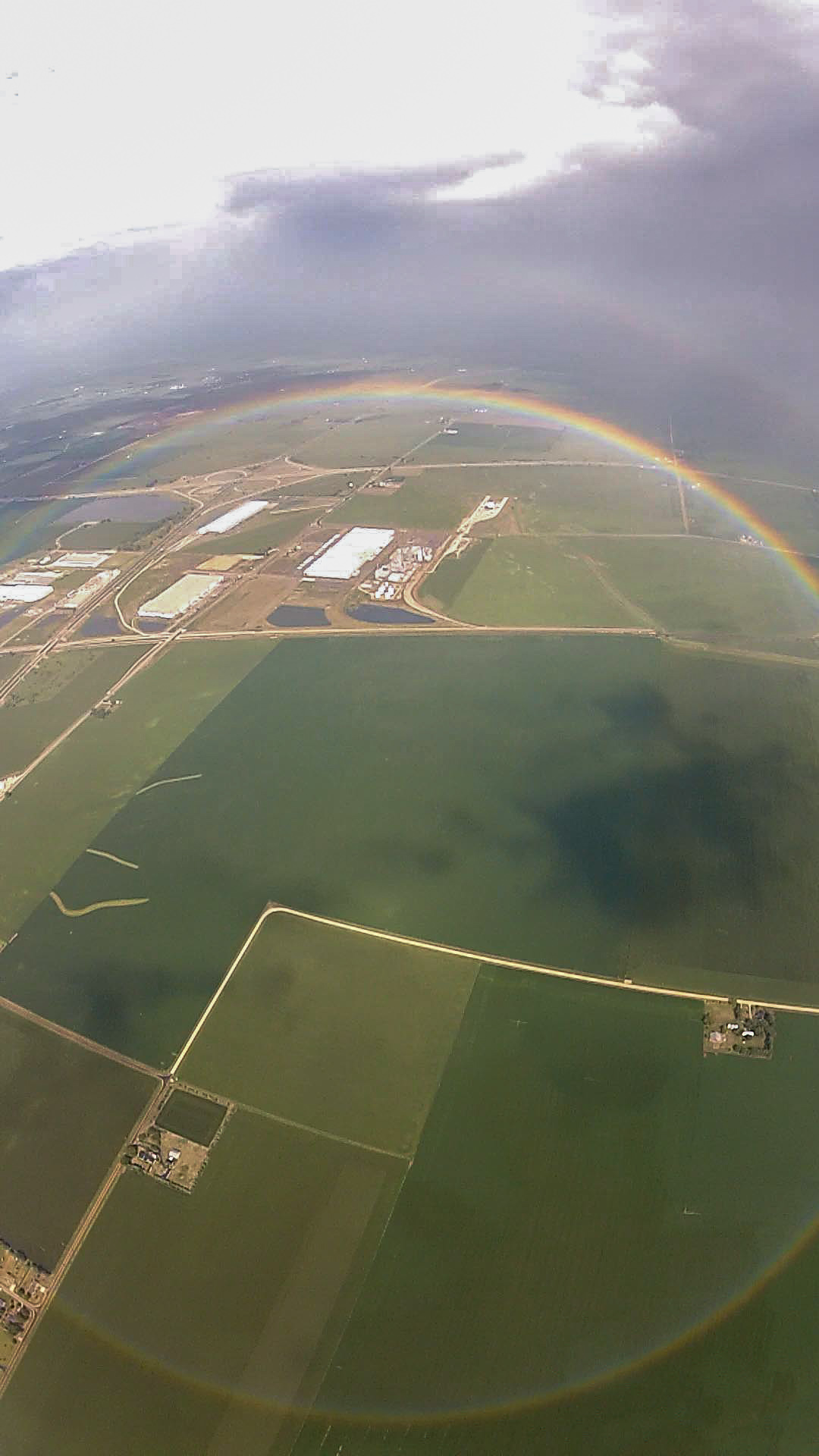
Vollkreis-Regenbogen, während eines Fallschirmsprungs um die Mittagszeit aufgenommen

Von der Erdoberfläche aus gesehen kann der Regenbogen im Maximum nur ein Halbkreis sein. Er tritt bei im Horizont stehender Sonne auf. Der Mittelpunkt des Halbkreises befindet sich auf dem Gegen-Horizont. Bei höher stehender Sonne wird der Regenbogen kleiner. Da sich jetzt sein Mittelpunkt unter dem Horizont befindet, wird der Scheitel zum Orientierungspunkt. Wenn die Sonne höher als 42° steht, liegt auch der Scheitelpunkt des Bogens unter dem Horizont und kann so nur noch von einem erhöhten Beobachtungsort aus gesehen werden, zum Beispiel beim Blick von der Spitze eines Berges oder Turmes auf eine tiefer liegende Regenwand (siehe Bild links).
Ein zum Kreis geschlossener Regenbogen kann i. A. nur von einem Flugzeug oder einem Ballon aus gesehen werden (siehe Bild rechts), denn die Strahlen aus bodennahen Tropfen (tiefster Punkt eines geschl. Regenbogens) verlaufen schräg nach oben (je weiter die Regenwand entfernt ist, umso höher muss sich der Beobachter befinden).

## Nebenregenbögen und Sonderformen

### Nebenregenbogen

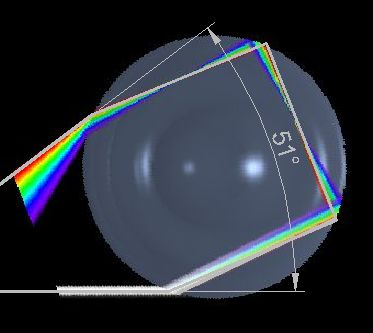
Weg und Farbzerlegung eines Sonnenstrahls im Regentropfen, zweimalige innere Reflexion

Strahlengänge für rotes Licht in einem Wassertropfen mit zwei inneren Reflexionen. Gezeichnet sind nur die in die untere Tropfenhälfte einfallenden Strahlen, die Situation für die andere Hälfte ist spiegelsymmetrisch.

Bisher wurden Sonnenstrahlen betrachtet, die einmal im Inneren der Regentropfen reflektiert werden. Der oberhalb des Hauptbogens sichtbare Nebenregenbogen entsteht aus dem kleineren Lichtanteil, der erst nach zwei inneren Reflexionen die Tropfen verlässt. Er ist entsprechend schwächer als der Hauptregenbogen. Eine weitere Schwächung entsteht durch die größere Auffächerung des Lichtstrahls in farbige Teilstrahlen infolge flacheren Ein- und Austritts am Tropfenrand (siehe Abbildung links). Der Nebenregenbogen kann daher nur bei günstigen Lichtverhältnissen beobachtet werden.

Nebenregenbogen: Winkelbeziehungen zwischen Beobachter, Regentropfen und Sonne

Das nach zweimaliger innerer Reflexion austretende Licht ist im Gegensatz zu einmaliger Reflexion in einem zum Sonnengegenpunkt gerichteten Kegelmantel-Spot konzentriert. Der doppelte Kegelwinkel ist aber größer als 180° (der Kegelmantel ähnelt einem vom Wind umgestülpten Regenschirm), sodass Spot-Licht auch rückwärts zum Beobachter fällt. Die halben Kegelwinkel sind 129° (51° von rückwärts gesehen) für rotes Licht (siehe Abbildung rechts, oben und unten) und 126° (54°) für blaues Licht. Wegen der doppelten Reflexion im Tropfeninneren hat der Nebenregenbogen die umgekehrte Farbreihenfolge im Vergleich zum Hauptregenbogen (vergl. Abbildung hier links mit Abbildung oben links). Der Nebenregenbogen ist innen rot und außen blau.

### Alexanders dunkles Band

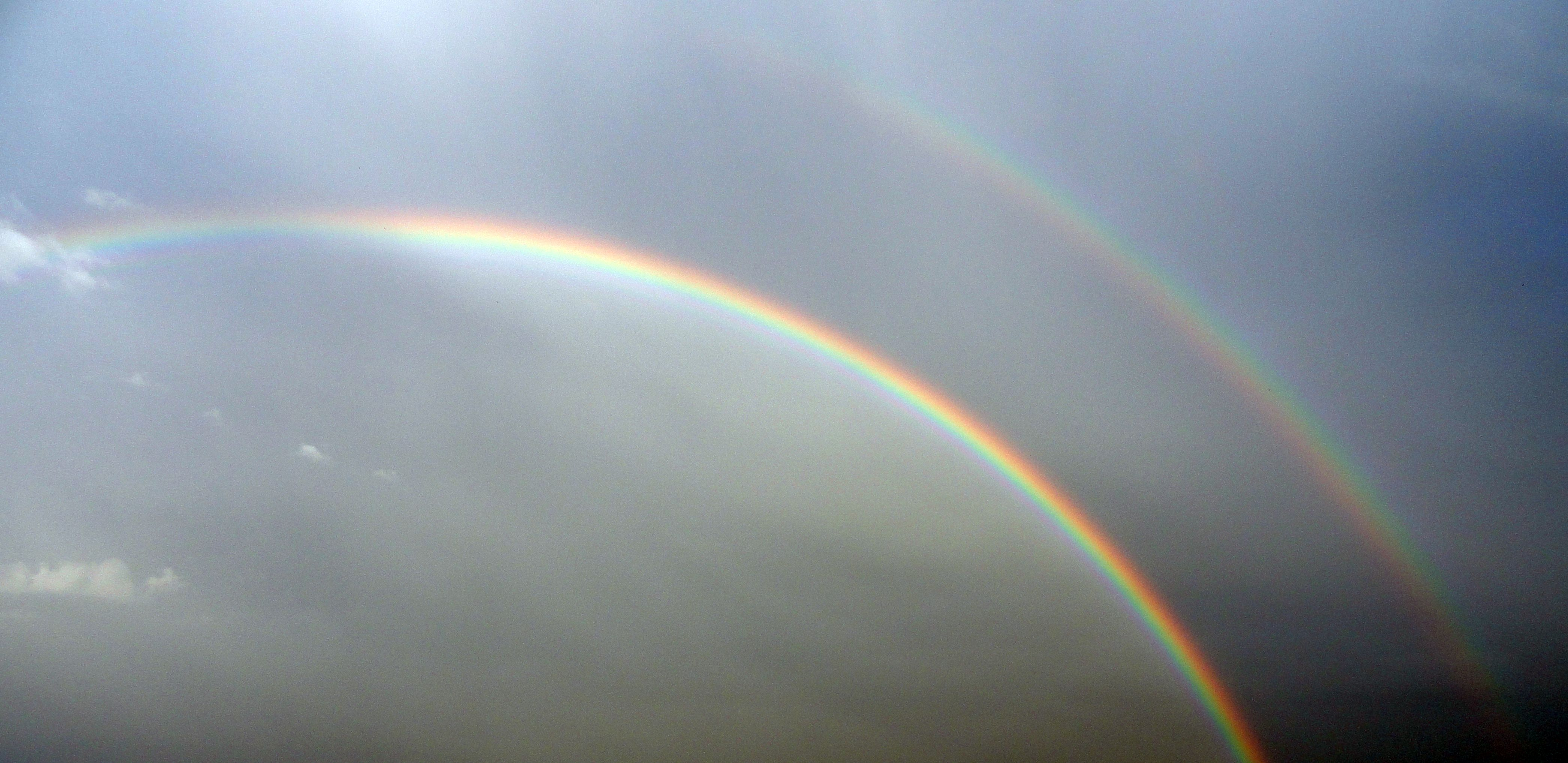
Der zwischen Hauptregenbogen (unten) und Nebenregenbogen sichtbare Himmel erscheint stets dunkler (Alexanders dunkles Band)

Im Bild rechts mit einem Haupt- und Nebenregenbogen fällt auf, dass der Himmel im Innern des Hauptbogens deutlich heller als außerhalb erscheint, und dass der Bereich zwischen Haupt- und Nebenregenbogen deutlich dunkler als seine Umgebung ist. Dieser Helligkeitskontrast entsteht, weil sich die Farben im Inneren der Kegelmantel-Spots überlagern und schließlich jenseits des blauen weißes Licht von den Regentropfen zum Beobachter reflektiert wird. Haupt- und Nebenregenbogen sind einander mit ihrer roten Seite zugekehrt. Hier fehlt das zusätzliche weiße Licht, wodurch der Raum zwischen ihnen dunkler erscheint. Dieses dunkle Band wird zu Ehren seines Entdeckers Alexander von Aphrodisias als Alexanders dunkles Band bezeichnet. Beim Nebenregenbogen enthalten die Kegelmantel-Spots im Inneren auch weniger Licht (vergleiche die Abbildung oben rechts mit der Abbildung weiter oben), sodass die Aufhellung über ihm weniger stark als unter dem Hauptregenbogen ist.

### Tertiäre und quartäre Regenbögen
Nebenregenbögen höherer Ordnung, also mit mehr als zwei Reflexionen innerhalb eines Regentropfens, sind wegen der oben beschriebenen Abschwächung mit bloßem Auge nicht mehr erkennbar; sie wurden erstmals von Félix Billet (1808–1882) beschrieben, der auch die zugehörigen Winkelabstände vom Sonnengegenpunkt dafür berechnete. Nachdem deren Existenz jedoch theoretisch begründet wurde, ist in jüngeren Jahren auch der Nachweis mit fotografischen Mitteln gelungen.
Es handelt sich um den tertiären Regenbogen unter einem Winkel von etwa 40° gegen die Sonne und den quartären Regenbogen unter etwa 45°. Diese Bögen entstehen durch Licht, das drei- oder viermal innerhalb der Regentropfen reflektiert wurde.

### Sonderformen

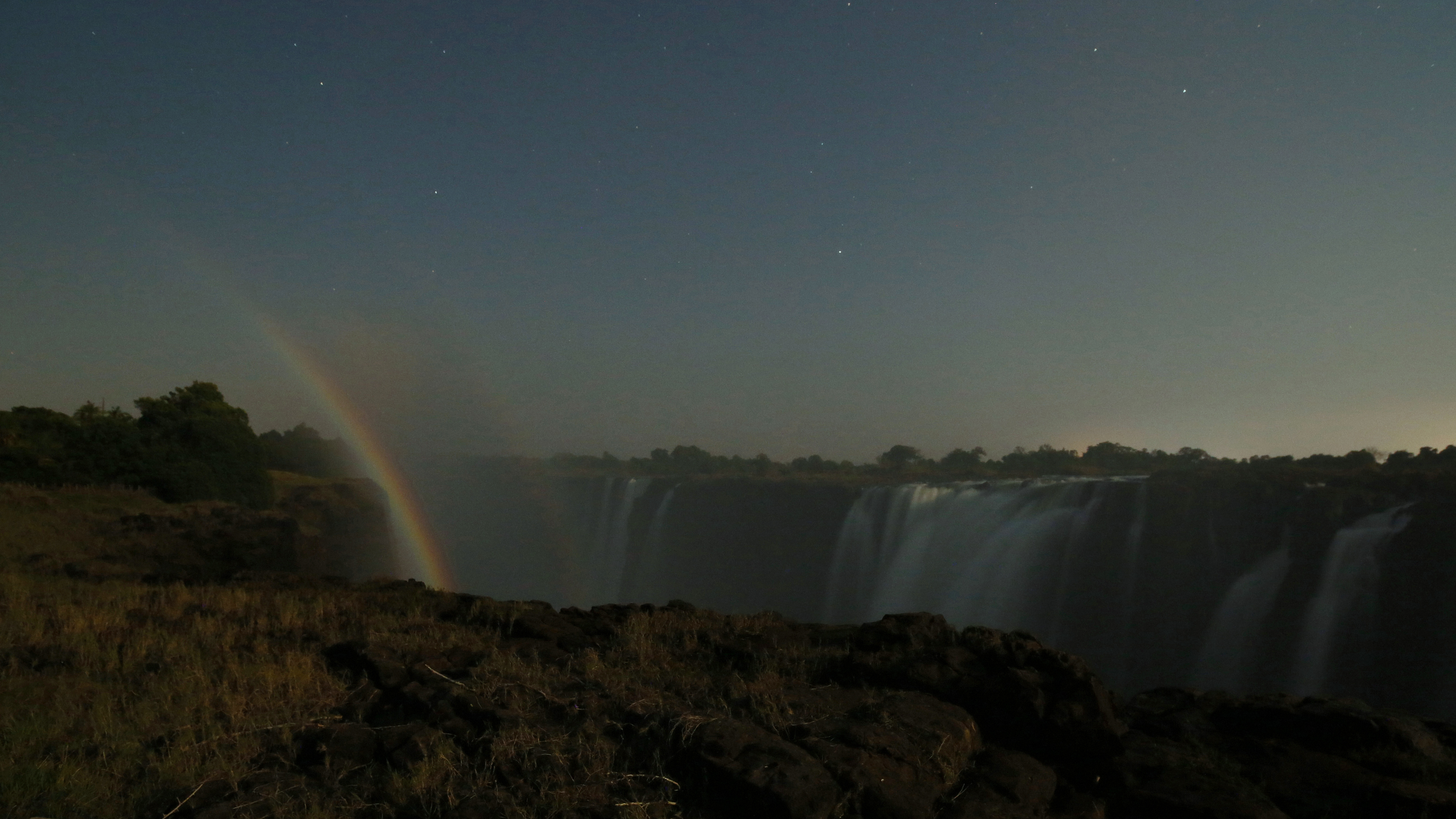
Mondregenbogen an den Victoria Falls in Simbabwe, 2013

#### Mondregenbogen
Mondregenbogen heißt ein Regenbogen bei Nacht, der das Mondlicht als Grundlage hat. Er ist naturgemäß wesentlich seltener als ein Regenbogen und erscheint dem Beobachter aufgrund seiner Lichtschwäche weiß. Zu sehen ist er, weil das menschliche Auge Helligkeitsunterschiede viel empfindlicher wahrnimmt als Farben (siehe Nachtsehen). Bei klarer Luft und ausgeprägtem Vollmond können die Regenbogenfarben sichtbar werden. Außerdem sieht man sie prinzipbedingt immer bei farbfotografischen Aufnahmen, wenn das Verfahren lichtempfindlich genug ist, sodass die Abbildung des Mondregenbogens gelingt.

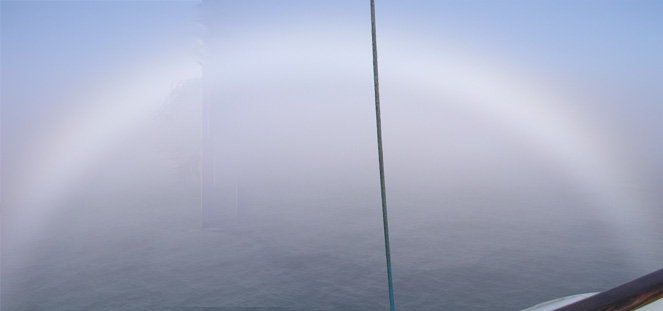
Nebelbogen

#### Nebelbogen
Tropfen mit Durchmessern kleiner als 50 Mikrometer sind für die Zerlegung des Sonnenlichtes in seine farbigen Bestandteile zu klein. Nebel besteht aus solch kleinen Wassertröpfchen, weshalb dieser weiß erscheinende Regenbogen Nebelbogen genannt wird.

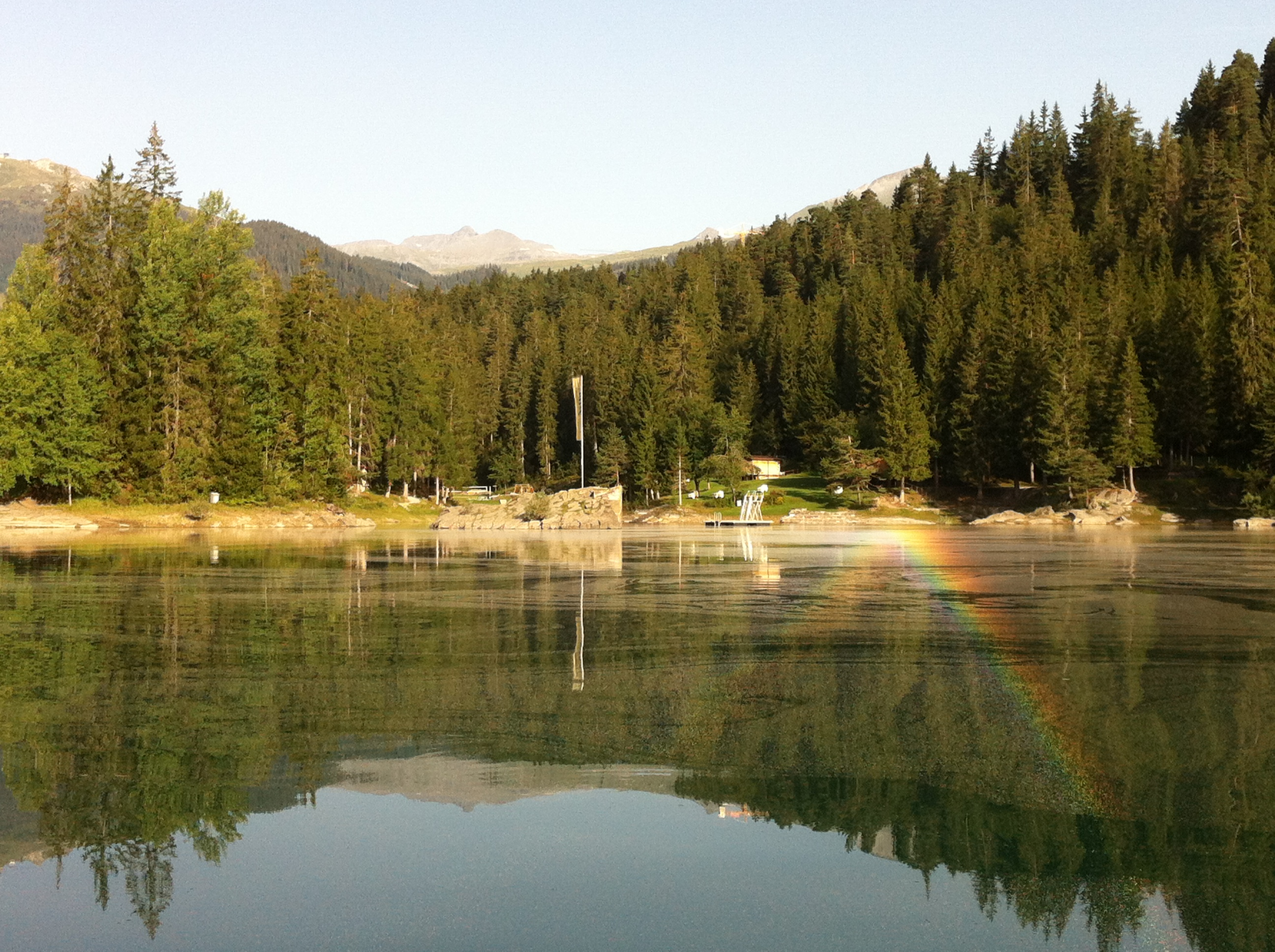
Taubogen (rechts) mit seltenem Spiegeltaubogen (links) auf dem Caumasee

#### Taubogen
Beim Taubogen findet die Lichtbrechung an Tautropfen statt, beispielsweise dem Tau auf einer Wiese oder an Spinnweben, selten dem Tau an kleinen auf einem See schwimmenden Partikeln. Der Taubogen erscheint aber dem Beobachter nicht als Kreis, sondern elliptisch oder hyperbelförmig, je nach Sonnenstand und Neigung der Ebene, in der sich die Tautropfen befinden. Der Effekt ergibt sich dadurch, dass sich der 42-Grad-Kegel des zurückgeworfenen Lichts an der Oberfläche des Bodens in einer Hyperbel oder Ellipse schneidet. Durch den schräg verlaufenden Kegelschnitt ergibt sich die Vorstellung, die Lichterscheinung erstrecke sich in horizontaler Ebene, was nur scheinbar richtig ist. Tatsächlich ist der Bogen im Auge des Betrachters immer in einem 42-Grad-Winkel vom Sonnengegenpunkt entfernt.

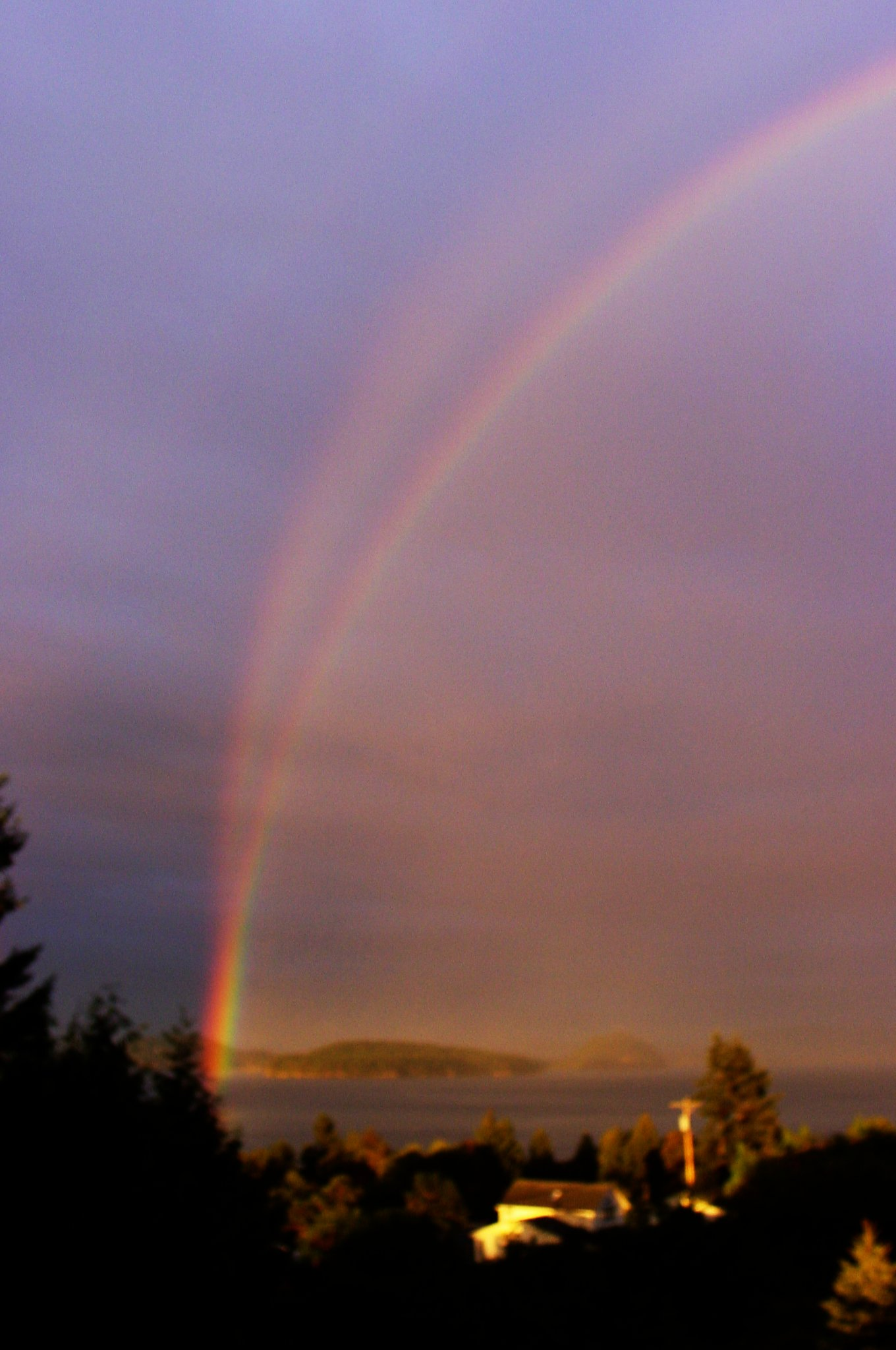
Spiegelbogen oberhalb des Hauptbogens

#### Spiegelregenbogen
Wenn das Sonnenlicht an einer Wasserfläche gespiegelt wird, bevor es auf die Regentropfen trifft, kann ein zweiter Bogen entstehen, der am Horizont mit dem Hauptbogen zusammentrifft, weiter oben aber wie ein zweiter, den Hauptbogen kreuzender Bogen erscheint. Darüber hinaus gibt es Beobachtungen von seitlich versetzten, sich überschneidenden Regenbögen, deren Entstehung bislang unklar ist.

#### Zwillingsregenbogen
Die sehr seltenen gespaltenen Regenbögen oder Zwillingsregenbögen sind Hauptregenbögen (einmalige Reflexion in den Wassertropfen), die  von Wassertropfen zweier verschiedener Größen erzeugt werden. Sie haben folglich beide die gleiche Farbfolge und liegen näher zusammen als Haupt- und Nebenregenbogen. In sehr seltenen Fällen kann zu jedem der Zwillingsregenbögen auch ein Nebenregenbogen (zweimalige Reflexion in den Wassertropfen, umgekehrte Farbfolge) existieren.
Zwillingsregenbögen entstehen, wenn zwei Regenschauer aus verschieden großen Wassertropfen sich vereinen. Die größeren werden beim Fallen durch den größeren Luftwiderstand stärker abgeflacht und reflektieren und brechen das Licht leicht anders, was zu einem etwas anderem Regenbogen führt.

## Interferenz, Tropfengröße und Polarisation

### Interferenzbögen

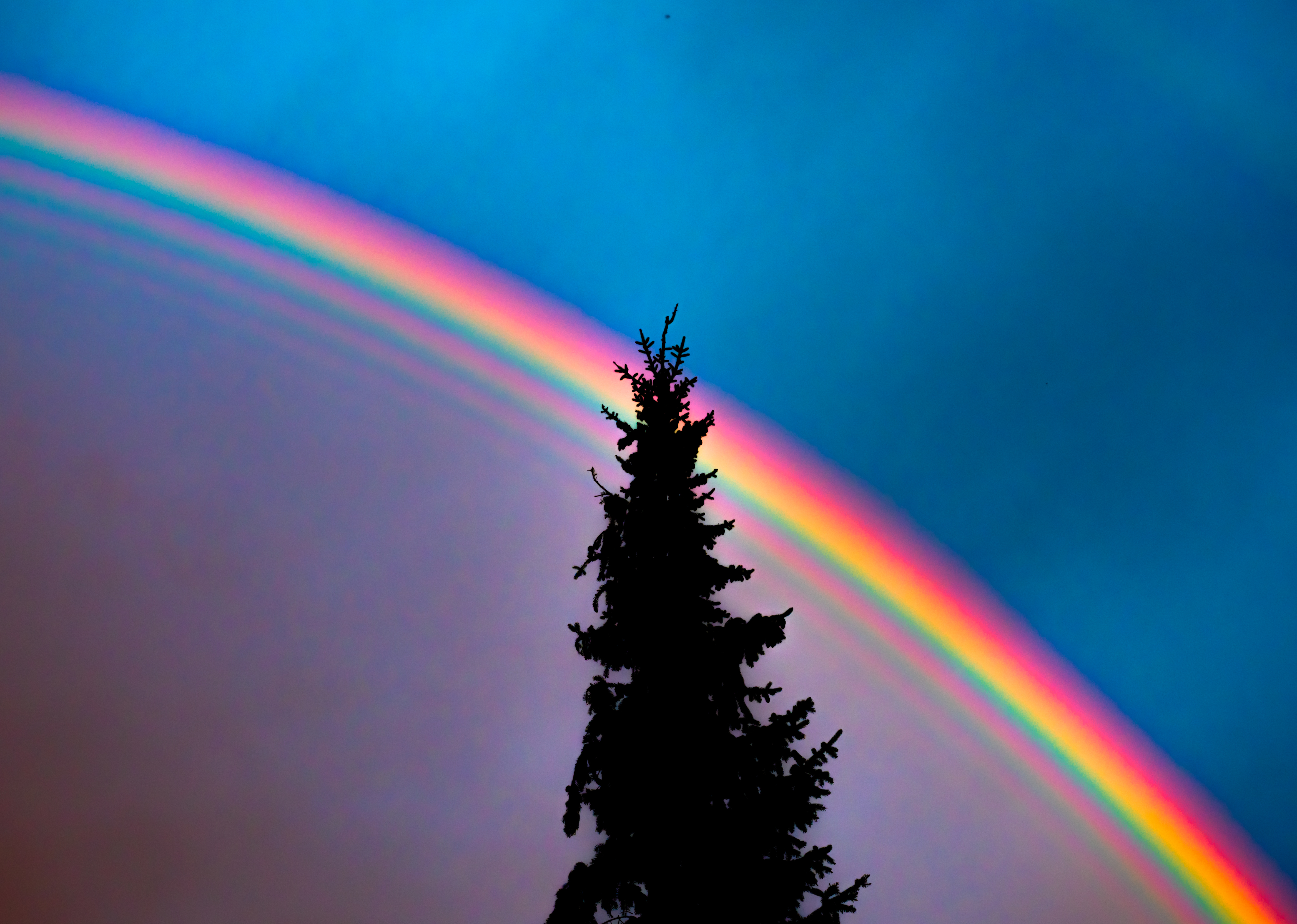
HDR-Bild eines Hauptregenbogens mit überzähligen Bögen

Interferenz bei Lichtaustritt am Regentropfen; schematisch: Haupt- und überzählige Bögen auseinandergezogen

Beim Austritt des Lichtes aus den Tropfen fallen nicht nur Strahlen unterschiedlicher Farbe zusammen, wobei durch additive Mischung die Farbreinheit des Regenbogens geschwächt wird. Es fallen auch Strahlen derselben Wellenlänge zusammen, die durch unterschiedlich lange Laufwege im Tropfen gegenseitig phasenverschoben sind. Bei ihrer Überlagerung findet Interferenz statt, sie löschen sich gegenseitig aus oder verstärken sich. Die für Interferenzerscheinungen typischen Muster begleiten vor allem den Hauptregenbogen an dessen blauer Seite als helle gegenüber dunklen abgesetzte Streifen, die als Interferenz- oder überzählige Bögen bezeichnet werden.
Der Unterschied zwischen den Laufwegen ist eine Funktion der Tropfengröße. Überzählige Regenbögen treten erst bei Regentropfen in Erscheinung, deren Durchmesser kleiner als ein halber Millimeter ist.

### Einfluss der Tropfengröße und der Tropfenform
Die Tropfengröße und die Tropfenform haben generell Einfluss auf die farbliche Erscheinung des Regenbogens.
Häufig sind die Enden des Bogens besonders hell. Dieser Effekt wird ebenfalls durch Interferenz verursacht, die außer von der Tropfengröße auch von Abweichungen von der Kugelform abhängt. Generell lässt sich feststellen, dass große Tropfen mit Durchmessern von mehreren Millimetern besonders helle Regenbögen mit wohldefinierten Farben erzeugen. Bei Größen von weniger als 1,5 mm wird zunächst die Rotfärbung immer schwächer. Sehr kleine Tropfen, wie beispielsweise in Nebelschwaden, in denen der Durchmesser oft nur etwa ein Hundertstel Millimeter beträgt, liefern nur noch verwaschene Farben.

### Polarisation
Das von einem Regenbogen reflektierte Licht hat einen sehr hohen Polarisationsgrad. Mit Hilfe eines Polarisationsfilters kann ein Regenbogen, je nach Drehwinkel des Filters vor dem Beobachterauge oder der Kamera, entweder weitgehend gelöscht oder im Kontrast gesteigert werden.

## Andere dispersionsbedingte Himmelserscheinungen

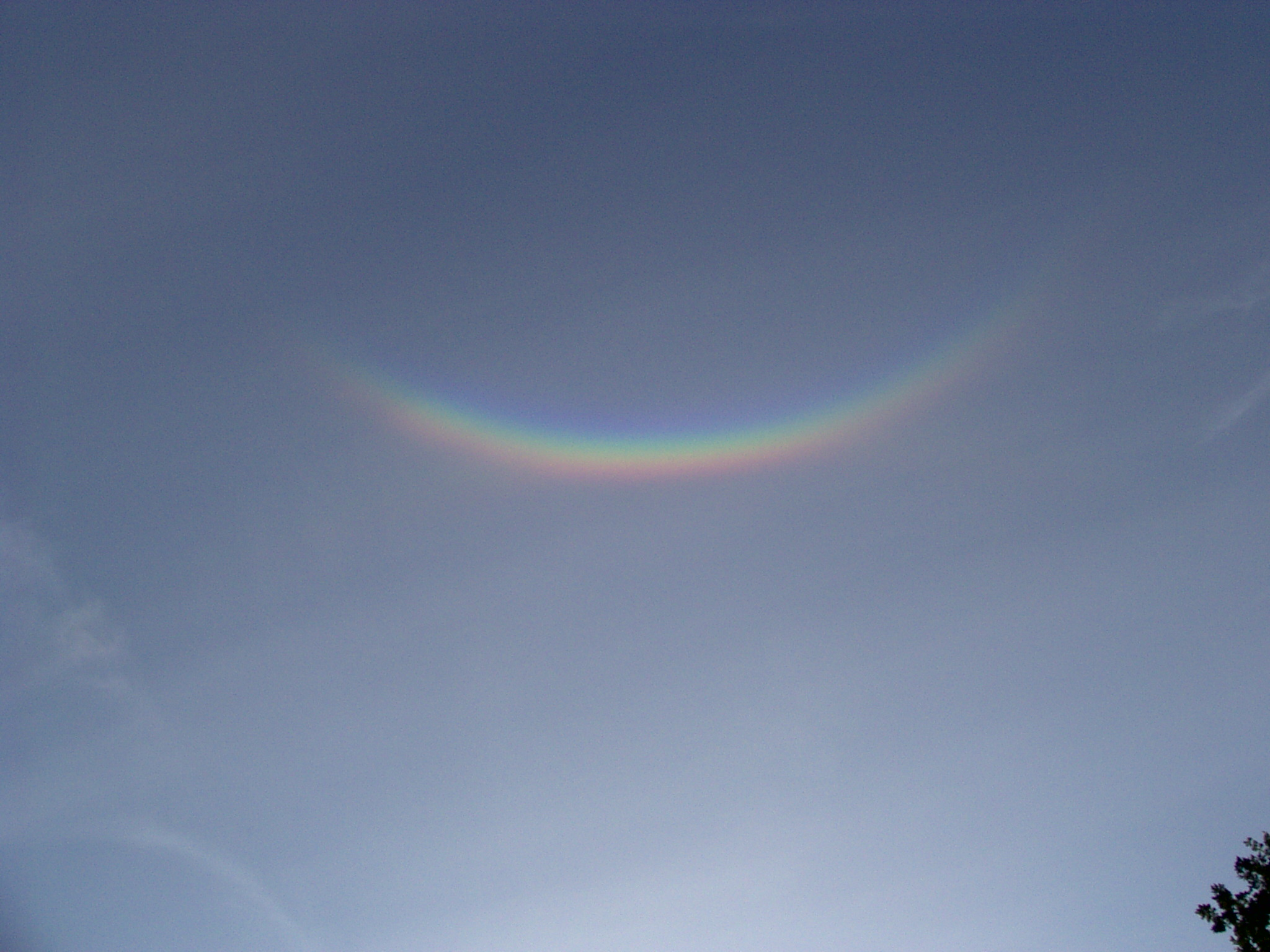
Zirkumzenitalbogen

Der optische Effekt der Dispersion des Sonnenlichts lässt sich auch bei anderen optischen Phänomenen als dem Regenbogen beobachten. Bekannt sind vor allem die Haloerscheinungen.
- Ein 22°-Halo bildet einen kreisrunden Kranz um die Sonne, ein Regenbogen jedoch meist nur einen Bogen mit der Sonne im Rücken. Besondere Haloerscheinungen sind:
  - Zirkumzenitalbögen bilden nur sehr kleine Ausschnitte aus einem konkaven, also nach oben gewölbten Bogen.
  - Zirkumhorizontalbögen entstehen, wenn die Sonne in einem Winkel von mindestens 57,8° über dem Horizont steht und sich in sehr hoch schwebenden sechseckigen Eiskristallen bricht.
- Nebensonnen sind ein weiteres Halophänomen, sie stehen neben der Sonne waagerecht vom Beobachter aus. Sie sind klein und haben keine Bogenform.

Einige Erscheinungen sind anders als beim Regenbogen durch Beugung des Sonnenlichtes verursacht.
- Glorien treten meist nur auf, wenn man von oben auf eine Wolke blickt. Sie sind vergleichsweise klein und kreisförmig, sind definitionsgemäß keine Regenbögen, die in diesem Falle viel größer und geschlossen wären.
- Irisierende Wolken besitzen zwar mitunter die Farbgebung eines Regenbogens, bilden jedoch keinen Bogen.

## Vorkommen

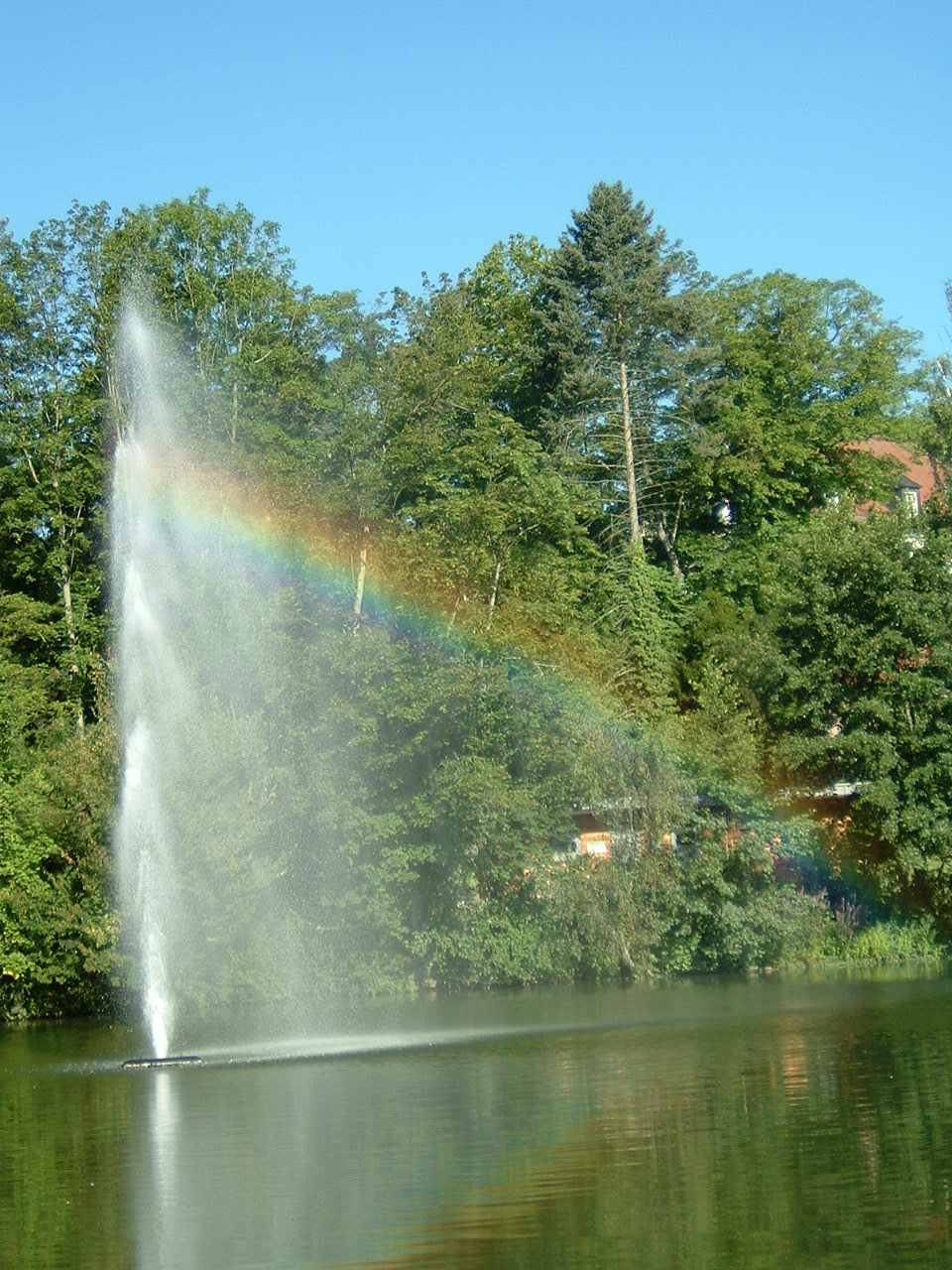
Regenbogen an einer Fontäne

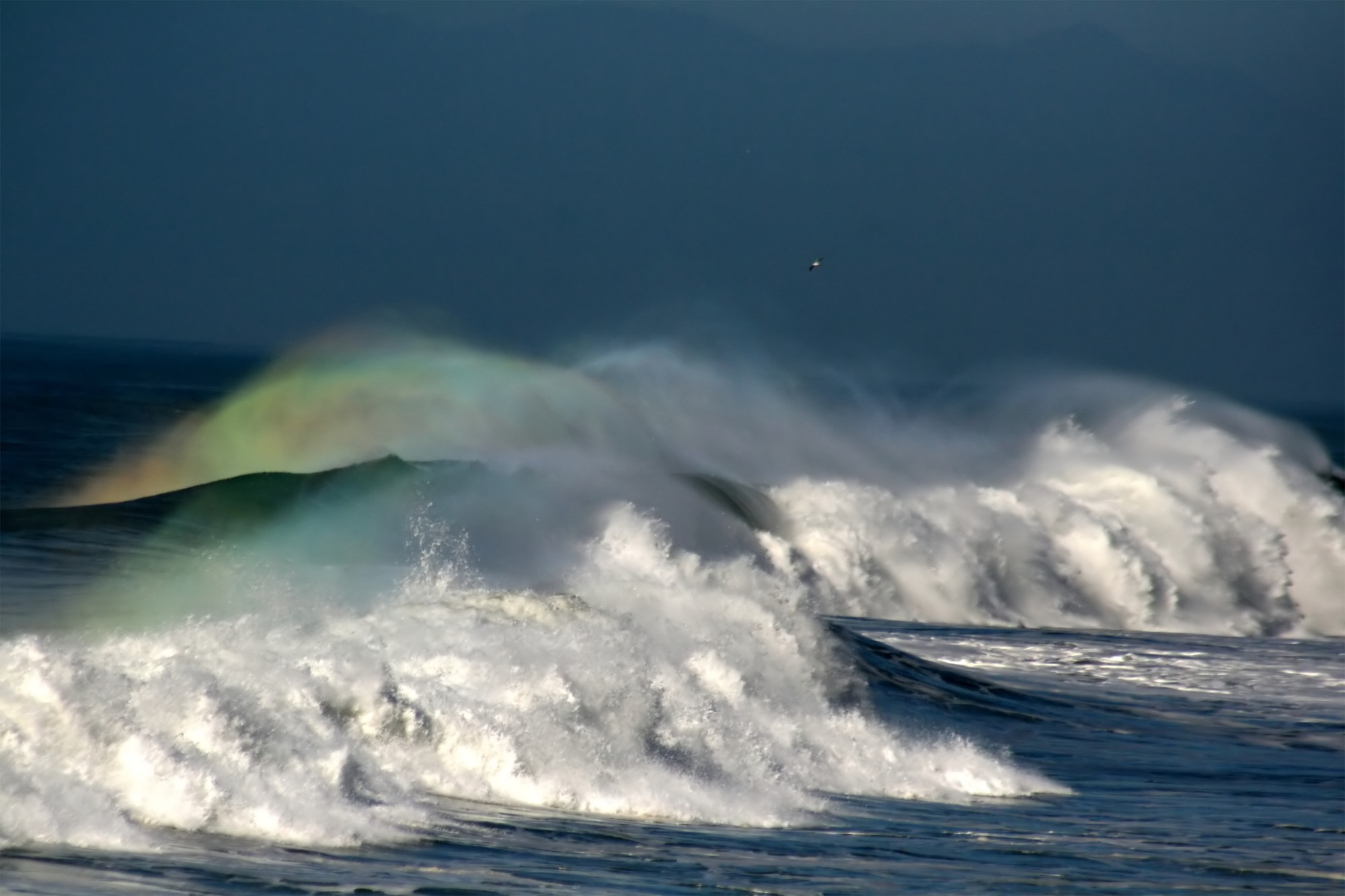
Regenbogen-Fragment auf Wellenkamm

Natürliche Regenbögen entstehen meist dann, wenn nach einem Regenschauer der Himmel schnell aufklart und die tief stehende Sonne das abziehende Niederschlagsgebiet beleuchtet. In gemäßigten Klimazonen mit einer westlichen Vorzugswindrichtung wie in Mitteleuropa sind diese Bedingungen häufig am späten Nachmittag im Anschluss an ein Wärmegewitter erfüllt. Zu diesen kommt es meist bei Kaltfrontaufzügen, wobei am Vormittag im Mittel weniger Regen fällt als am Nachmittag, was dann auch zur höheren Wahrscheinlichkeit führt, auf einen Regenbogen zu treffen.
Im Sommer ist um die Mittagszeit herum kein Regenbogen zu beobachten, da die Sonne hierfür zu hoch steht. Im Winter besteht aber auch zu diesem Zeitpunkt die Möglichkeit, einen flachen Regenbogen zu erkennen. Unabhängig davon kann ein Regenbogen recht häufig in einem Sprühnebel beobachtet werden, vor allem bei Springbrunnen, Sprinklern und Wasserfällen. Da solche Regenbögen nicht auf ein Niederschlagsereignis angewiesen sind, beobachtet man sie viel einfacher und häufiger. Bei entsprechendem Sonnenstand ist die Beobachtung von Regenbogenfragmenten auch in der Gischt von größeren Wellen möglich.
Bei Wetter ohne bewölkten Himmel mit strahlendem Sonnenlicht kann der „Regenbogen“ so selbst erzeugt werden. Ein solcher künstlicher Regenbogen beruht auf den gleichen beschriebenen physikalischen Prinzipien. Der einzige Unterschied mag die Größe der Reflexionsfläche sein. Um den Scheitelpunkt des Regenbogens zu finden, muss man dabei seinen Blick in Richtung des eigenen Schattens richten.

## Entfernung und Ort des Regenbogens
Der Regenbogen ist ein vielfaches Spiegelbild der Sonne, erzeugt von einem aus einer Unzahl von Wassertropfen bestehenden Spiegel. Diese Tatsache ist aber nicht „sonnenklar“, da das Original Sonne nicht wirklichkeitsnahe als kleine Scheibe (Sichtwinkel ≈ ½° für ihren Durchmesser), sondern als relativ großer Ring (Hauptregenbogen: Sichtwinkel ≈ 42° für seinen Durchmesser) abgebildet wird. Deshalb fragen wir uns, in welcher Distanz sich der Regenbogen vor dem landschaftlichen Hintergrund befindet, und wundern uns, dass er mit uns zur Seite „mitläuft“ und sich vor dem Hintergrund bewegt. Ein gleichzeitiger Blick in einen üblichen ebenen Spiegel (z. B. eine breite Fensterfront) kann das Wunder erklären: Der Regenbogen ist gleich riesig weit von uns entfernt wie die Sonne (er bzw. das Bild der Sonne in einem ebenen Spiegel sind dem Hintergrund überlagert, denn der Tropfen-Spiegel bzw. die Fensterscheibe sind halbdurchlässig), und er ist immer in gleicher Himmelsrichtung zu sehen (egal welchen Ort wir quer zum Regenbogen bzw. zur aus der entgegengesetzten Himmelsrichtung scheinenden Sonne einnehmen).
Von den Wassertropfen wird ein Sonnenstrahl nicht nur gebrochen, sondern auch reflektiert (an der Rückseite). Die zu uns kommenden Strahlen sind nicht untereinander parallel, denn sie stammen aus denjenigen Tropfen, die mit dem Sonnengegenpunkt den Regenbogenwinkel bilden. Somit sehen wir die Sonne nicht als kleine Scheibe, sondern als ziemlich großen, aber schmalen Ring. Dieser ist in nochmals schmälere, verschiedenfarbige Ringe unterteilt, weil die Farbanteile des Sonnenlicht beim Eintritt in die und beim Austritt aus den Tropfen unterschiedlich gebrochen werden.

## Chronologie der physikalischen Erklärung
Der Regenbogen beflügelt nicht nur die Fantasie des Menschen, verschiedene Erklärungsversuche haben auch den Erkenntnisprozess in der Physik und dort speziell in der Optik wesentlich vorangetrieben.

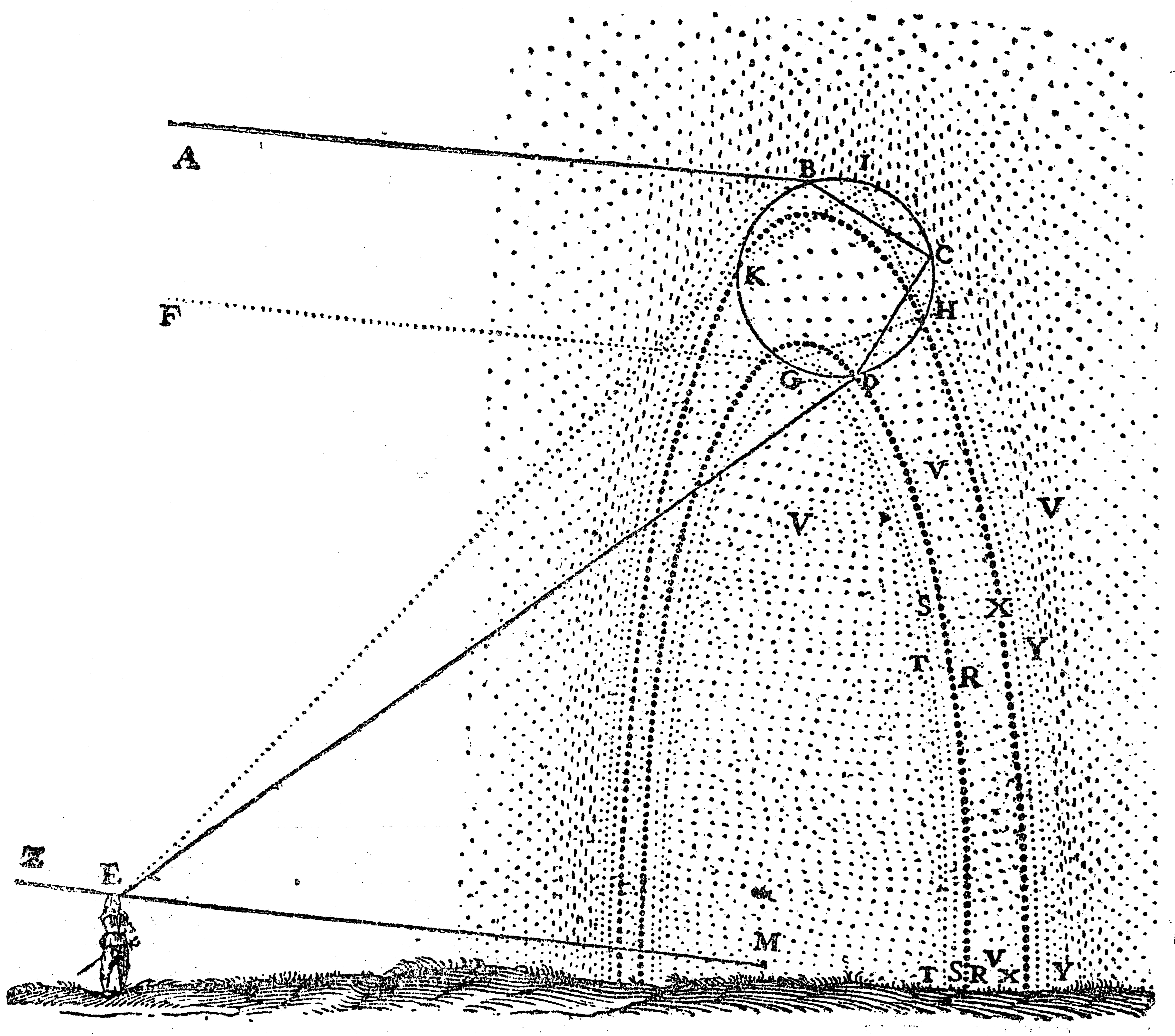
Zeichnung von Descartes zur Erklärung der Regenbogenentstehung

Die oben angeführte physikalische Erklärung des Regenbogens beruht in ihrem grundlegenden strahlenoptischen Teil auf 1637 veröffentlichten Arbeiten von René Descartes. Sie sind unter der Überschrift DE L’ARC-EN-CIEL im Anhang Les Météores seiner philosophischen Schrift Discours de la méthode beschrieben. Er griff darin die bereits um 1300 von Dietrich von Freiberg in seinem Werk De iride et de radialibus impressionibus entwickelte Idee auf, wonach ein Regenbogen durch die Brechung und Reflexion von Sonnenstrahlen innerhalb einzelner Tröpfchen erklärt werden kann. Seine „mysteriöse“ Erklärung der Regenbogenfarben war unzutreffend. Er wandte das kurz vorher von Willebrord Snell entdeckte Brechungsgesetz an, ohne die Dispersion (die wellenlängenabhängige Brechung des Lichts) zu kennen.
Aus dem Jahre 1700 stammt eine den Regenbogen betreffende Arbeit von Edmond Halley, und 1704 brachte Isaac Newtons Theorie des Lichtes die Dispersion ins Spiel und machte so die Farbenpracht verständlich.
War es zu Newtons Zeiten noch Thema kontroverser Diskussionen, ob Licht nun korpuskularen oder wellenartigen Charakter besitze, so war auch hier der Regenbogen ein wichtiger Ideengeber. Das Rätsel der überzähligen Bögen veranlasste 1801 Thomas Young zur Durchführung seines berühmten Doppelspaltexperimentes. Er wies damit die Wellennatur des Lichtes nach und konnte anschließend das Rätsel durch die Betrachtung von Interferenzerscheinungen lösen (1804).
Youngs Theorie wurde 1849 von George Biddell Airy weiter verfeinert. Er erklärte die Abhängigkeit des exakten Farbverlaufs von der Tröpfchengröße. Die eigens entwickelten mathematischen Verfahren spielen im Rahmen der WKB-Näherung noch heute eine wichtige Rolle für die moderne Quantenmechanik.
Moderne physikalische Beschreibungen des Regenbogens und ähnlich gearteter Probleme basieren im Wesentlichen auf der von Gustav Mie 1908 entwickelten und als Mie-Streuung nach ihm benannten Theorie.
Im Schulunterricht kann seit den 1980er Jahren zur Veranschaulichung des Regenbogens und der Auswirkung der Beobachtungssposition ein Glasperlenbogen verwendet werden, bei dem auf einer schwarzen Oberfläche aufgebrachtes Glasperlen-Strahlmittel die Lichtbrechung übernimmt.

## Anwendung in der optischen Messtechnik
Der Regenbogenwinkel hängt – wie oben beschrieben – bei kugeligen Flüssigkeitströpfchen nicht von der Tropfengröße ab, sondern lediglich vom Brechungsindex. Diese wiederum ist bei einer bestimmten Wellenlänge eine temperaturabhängige Materialkonstante der tropfenbildenden Flüssigkeit. Deshalb kann durch Messung des Regenbogenwinkels, unter dem monochromatische Laserstrahlung von einem Nebel reflektiert wird, die Temperaturverteilung innerhalb des Nebels berührungslos bestimmt werden, falls – wie in technischen Anlagen meist der Fall – bekannt ist, welche Flüssigkeit den Nebel bildet.

## Kulturelle Bedeutungen
Als ein nicht alltägliches und beeindruckendes Naturschauspiel haben Regenbögen ihre Spuren in der Kulturgeschichte der Menschheit hinterlassen und sind zudem ein in unzähligen Kunstwerken dargestelltes Bildmotiv. Da der Regenbogen weltweit bekannt und mit zahlreichen positiven Attributen versehen ist, hat er auch immer wieder Einzug in die Symbolik gehalten.

### Religion und Mythologie
Der Regenbogen ist von jeher ein wichtiges Element zahlreicher Mythologien und Religionen über alle Kulturen und Kontinente hinweg. Die Mythen sprechen ihm dabei oft die Rolle eines Mittlers oder einer Brücke zwischen Götter- und Menschenwelt zu. Mythologien ohne Regenbogen sind selten. Der Regenbogen als Mythos findet sich auch in den Erzählungen relativ isolierter Kulturen; daraus lässt sich schließen, dass dieser Mythos auf der Erde an verschiedenen Orten und zu verschiedenen Zeiten eigenständig erdacht und überliefert worden ist. Es geht nicht allein auf den Verkehr und den Austausch unter den großen Kulturen der Menschheit zurück, wenn der Regenbogen-Mythos heute überall auf der Erde aufgefunden werden kann.
Die australischen Ureinwohner, die Aborigines, verehren in ihrer Schöpfungsgeschichte eine Regenbogenschlange als den Schöpfer der Welt und aller Lebewesen.
Die griechische Mythologie sah ihn als Verbindungsweg, auf dem die Göttin Iris zwischen Himmel und Erde reist. 
Nach der irischen Mythologie hat der Leprechaun seinen Goldschatz am Ende des Regenbogens vergraben. Vergleichbar ist die osttimoresische Legende um einen Kussi, einen steinernen Krug, voller Gold und Edelsteine. Der Ursprung dieser Goldschatz-Legenden hat einen archäologischen Hintergrund. Was heute Sondengänger freilegen, erledigte in früheren Jahrhunderten das Wetter. Folgt auf einen starken Regen Sonnenschein, glitzern vom Regenwasser aus dem Acker freigespülte historische Goldmünzen oder goldene Gegenstände auffällig im dunklen Boden. Dies gilt besonders, wenn die Sonne hinter dem Betrachter steht. Da diese Konstellation das Auge auch den von den Wassertropfen in der Luft reflektierten Regenbogen sehen lässt, schien für einen Bauern, der nach dem Regenguss seine Arbeit fortführte, der Goldfund auf dem nassen, dunklen Ackerboden vor ihm unter dem Regenbogen zu funkeln und aus diesem gefallen zu sein. Erzählungen über einen dem Regenbogen zu verdankenden Goldfund gab es wohl ebenso häufig wie heutige Sensationsmeldungen über Goldfunde. Eine schüsselartig geformte keltische Münze, die wegen ihrer halbkugeligen Form das Licht zum Betrachter reflektiert, trägt daher sogar den Namen Regenbogenschüsselchen. 
In der germanischen Mythologie war der Regenbogen die Brücke Bifröst, die Midgard, die Welt der Menschen, und Asgard, den Sitz der Götter, miteinander verband. Während des Ragnarök, des Weltuntergangs der nordischen Mythologie, wird der Regenbogen zerstört. Regenbogen tauchen auch in der Schöpfungsgeschichte der Diné auf. Bei den Inka vertrat der Regenbogen die Erhabenheit der Sonne. Bei den Hawaiianern ist er der Sitz des höchsten Gottes Kāne.

#### Babylonien
In der babylonischen Schöpfungsgeschichte Enuma Elisch („Als oben …“, im Folgenden Ee) wird davon erzählt, dass der Schöpfergott Marduk das Leben auf der Erde ermöglichte, indem er die Urflut, die Göttin Tiamat, tötete. Dieser Kampf geschah mit einem Bogen (Ee IV,35–40). Um das dauerhafte Bestehen der Schöpfung zu gewährleisten, nahm der höchste Gott, der Himmelsgott Anu, den Bogen Marduks und setzte ihn als „Bogenstern“ an den Himmel. Im babylonischen Mythos wird der Bogen vergöttlicht: Er darf in der Versammlung der Götter Platz nehmen und wird ewig erfolgreich sein (Ee VI,87–94). Der Bogen am Himmel ist in der altorientalischen Vorstellungswelt also ein kriegerisches Symbol für die göttliche Macht, Störungen auf der Erde zu bekämpfen und zu besiegen und so das Leben zu sichern. Assyrisches Rollsiegel: Eine Gottheit bekämpft mit dem Bogenstern eine dämonische Macht (1. Jahrtausend v. Chr.).

#### Judentum und Altes Testament

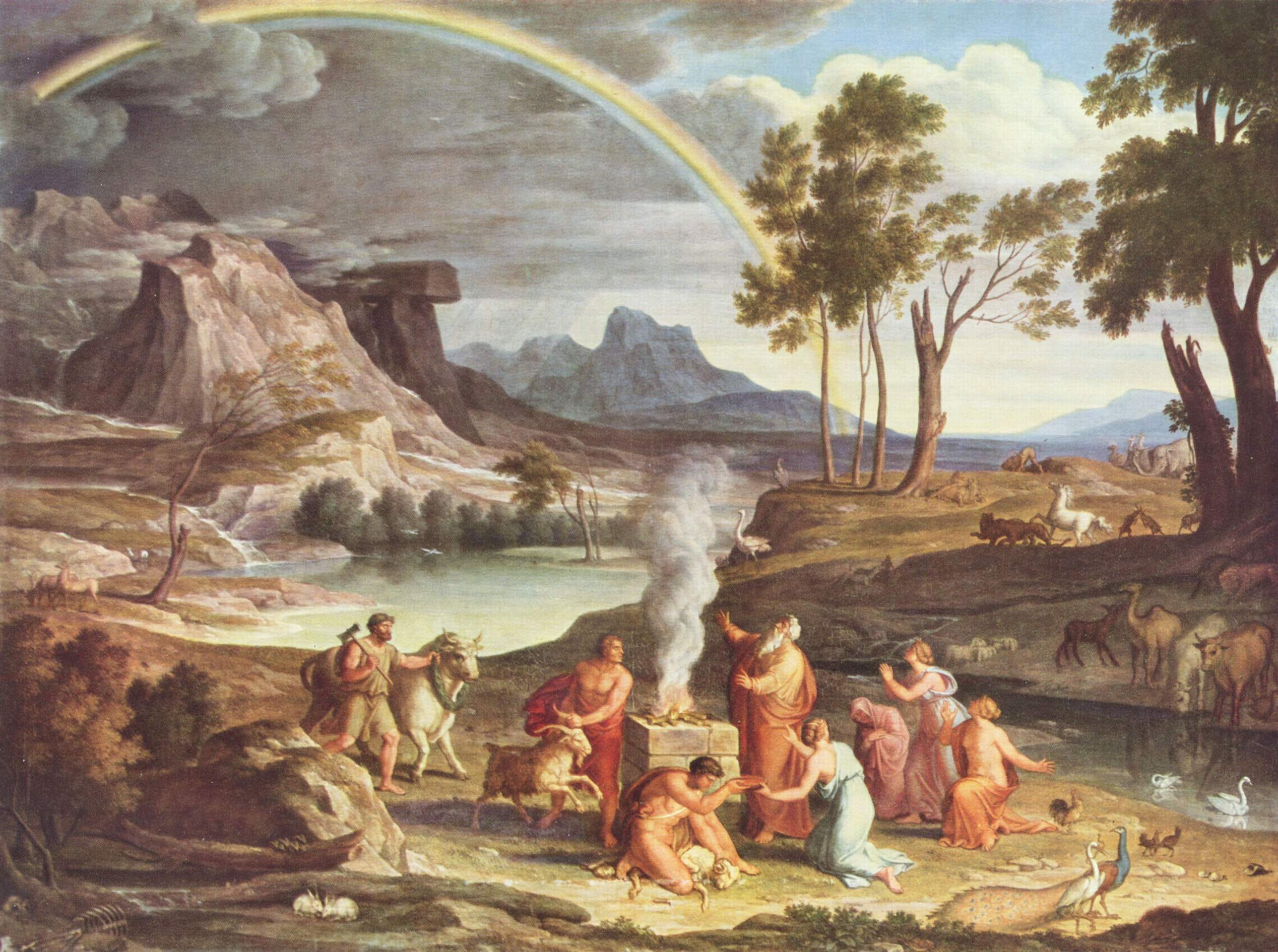
Noahs Dankopfer (Joseph Anton Koch, um 1803)

Im Tanach (Gen 9 ) ist der Regenbogen ein Zeichen des Bundes, den Gott mit Noach, den Menschen und allen Tieren schloss. Laut biblischer Erzählung versprach Gott nach dem Ende der Sintflut: „Ich will hinfort nicht mehr die Erde verfluchen um der Menschen willen, denn das Dichten und Trachten des menschlichen Herzens ist böse von Jugend auf.“ (Gen 8,21 ) Der Regenbogen als Zeichen des Friedens zwischen Mensch und Gott nimmt damit eine altorientalische Tradition auf, nach der das Phänomen als abgesenkter, also nicht schussbereiter Bogen Gottes interpretiert wurde. Aufgrund dieser Stelle ist der Regenbogen im Judentum bis heute ein wichtiges religiöses Symbol.

„Und wenn es kommt, dass ich Wetterwolken über die Erde führe, so soll man meinen Bogen sehen in den Wolken. Alsdann will ich gedenken an meinen Bund zwischen mir und euch und allem lebendigen Getier unter allem Fleisch, dass hinfort keine Sintflut mehr komme, die alles Fleisch verderbe.“

#### Christentum und Neues Testament

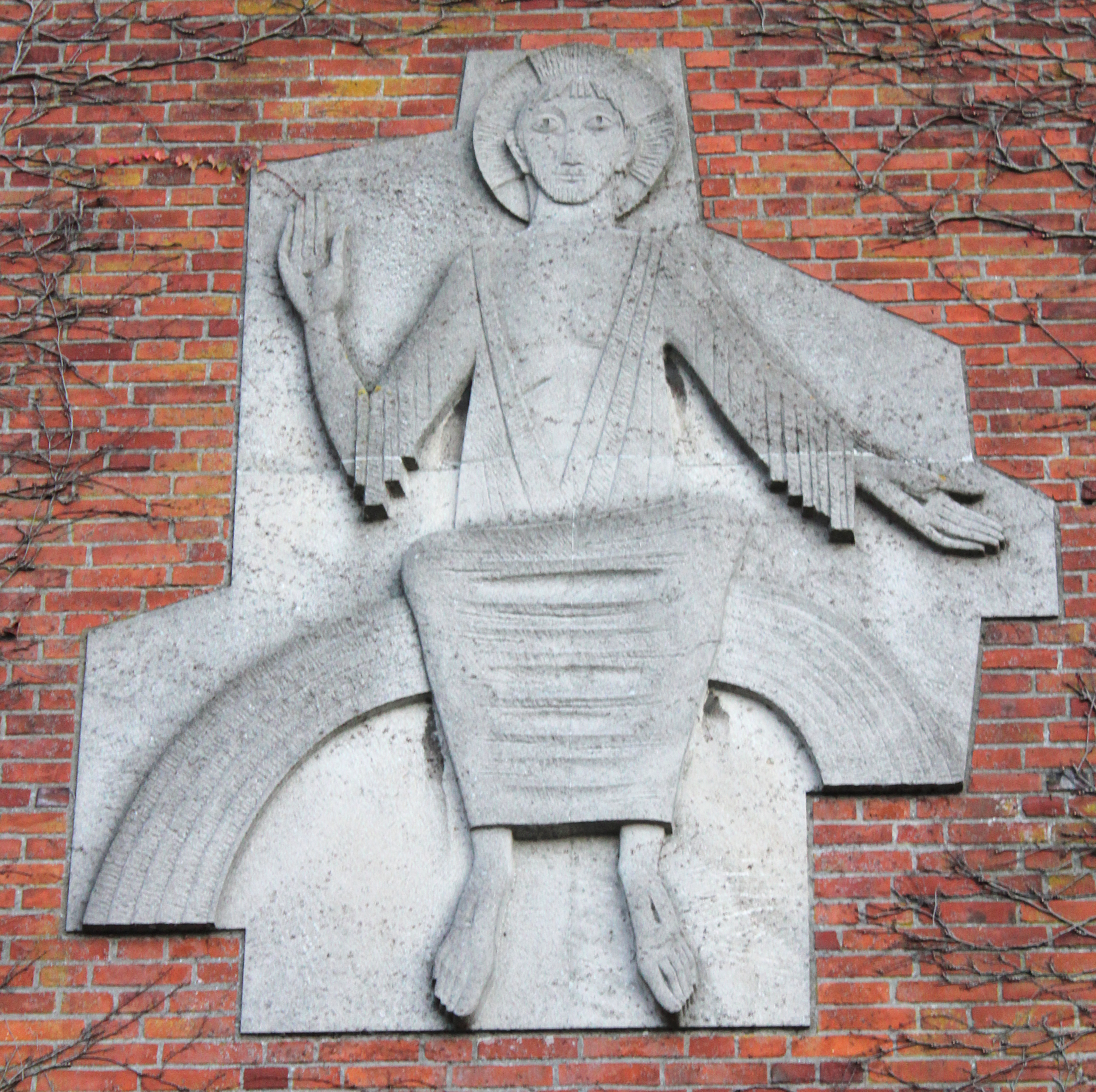
Relief von Christus als Weltenrichter, sitzend auf einem Regenbogen über dem Eingangsportal der Christuskirche Flensburg-Mürwik der Bildhauerin Ursula Querner, aus dem Jahr 1957

Die Erzählung Gen 9 bleibt auch im Christentum von besonderer Bedeutung; in der evangelischen Perikopenordnung ist sie am 20. Sonntag nach Trinitatis Lesungstext.
Zudem wird auch ein anderer Traditionsstrang wichtig. In Ezechiel 1 sieht der Prophet einen gewaltigen Thronwagen. Oben auf dem Thron ist ein heller Schein „wie der Anblick des Bogens, der sich an einem Regentag in den Wolken zeigt. … So etwa sah die Herrlichkeit Gottes aus.“ (Hes 1,28 ).
Im griechisch verfassten Neuen Testament kommt der Regenbogen nur ein einziges Mal vor. In der Offenbarung des Johannes 10,1  erscheint ein Engel mit einem Buch vom Himmel herab, er ist in eine Wolke gehüllt und über seinem Kopf ist ein Regenbogen. Dieses Bild basiert auf Ezechiel 1,28. Das griechische Wort für diese Erscheinung heißt „iris“, und hier wird deutlich, dass die antike Vorstellung des Kriegsbogens vergessen ist. Wichtig an der Erscheinung ist die schillernde Farbenpracht, die Himmel und Erde verbindet. Das griechische Wort bezeichnet neben dem Regenbogen auch ganz allgemein einen farbigen Ring (oder Halbring). In Offb 4,3  steht in vielen deutschen Übersetzungen zwar Regenbogen, aber hier heißt es ausdrücklich, dass es sich um einen grünlich schimmernden Lichtkranz handelt – also einen Heiligenschein, der Gottes Gegenwart anzeigt. In der folgenden christlichen Tradition lebt das Symbol auf Ikonen und in der mittelalterlichen Malerei und Bildhauerei. Auf Altären und auf den Darstellungen des Jüngsten Gerichts über dem Eingangsportal einer Kirche wird Christus manchmal als der auf (oder in) einem Regenbogen sitzende Richter dargestellt – eine freie Aufnahme der Stellen in der Offenbarung vermischt mit Ezechiel. Der Regenbogen symbolisiert hier die Göttlichkeit Christi. Seit dem 12. Jahrhundert wird auch Maria in einem Regenbogen oder auf einem Regenbogen sitzend dargestellt und dadurch ihre Heiligkeit zum Ausdruck gebracht.
In Sirach 43,11–12  erscheint der Regenbogen mit „seinem Glanz“ als prächtiger Ausdruck der Schöpfung und als Grund, Gott als Schöpfer zu preisen.

### Bildende Kunst

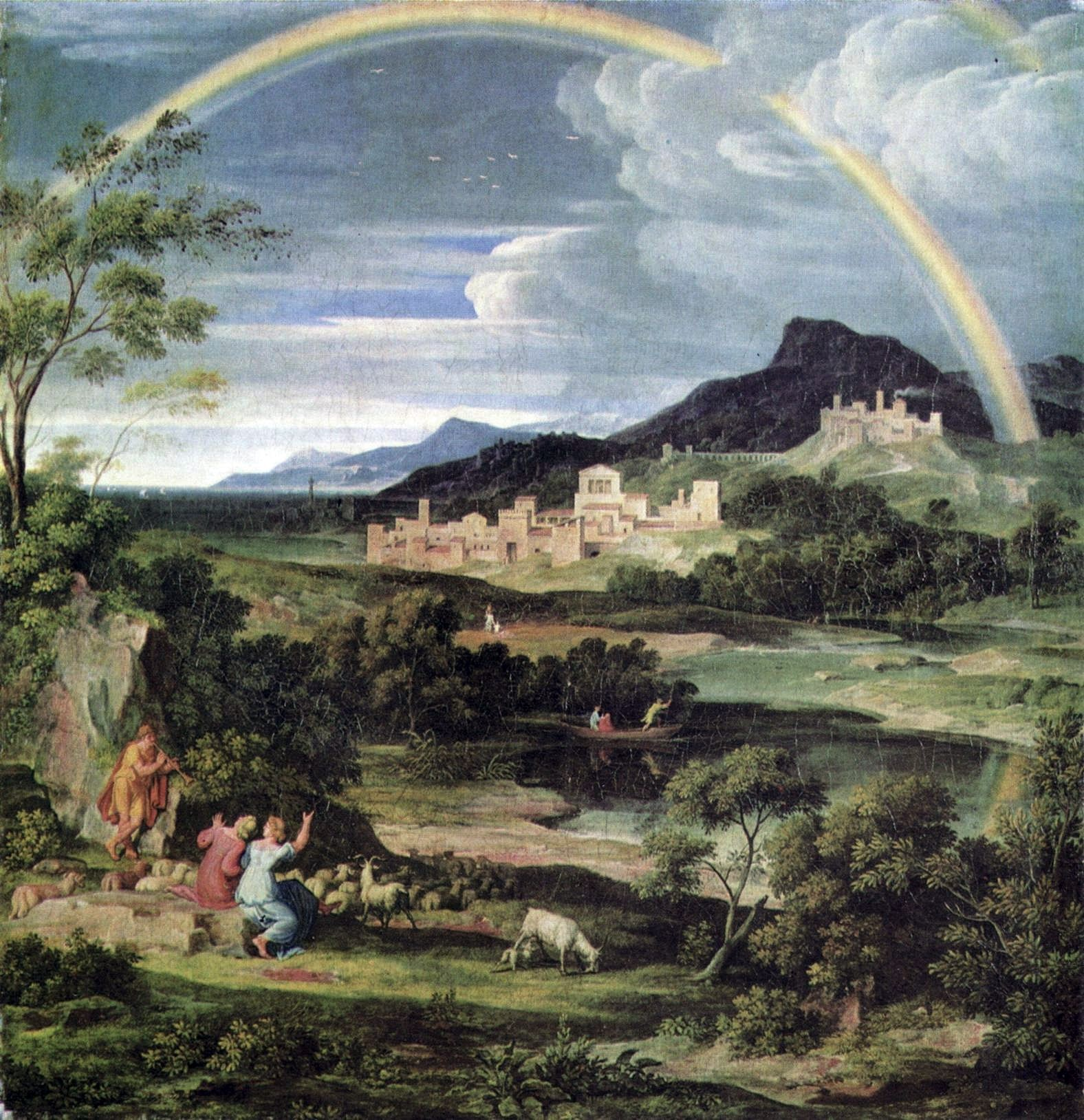
Heroische Landschaft mit dem Regenbogen (Joseph Anton Koch, 1805) – in diesem Gemälde ist rechts oben noch ein Nebenregenbogen angedeutet (allerdings mit verkehrter Farbreihenfolge)

Der Regenbogen ist nicht allein ein Motiv in Gemälden von Landschaftsmalern, beispielsweise im 19. Jahrhundert sowohl klassizistischer wie Joseph Anton Koch als auch romantischer wie Caspar David Friedrich. Die mit einem Regenbogen verbundenen Naturphänomene, etwa Alexanders dunkles Band (siehe oben), sind in der Naturfotografie ebenfalls ein beliebtes Bildmotiv.

### Musik
Auch in der Musik wird oft auf den Regenbogen Bezug genommen. So besingt Judy Garland 1939 in dem Pop-Lied Over the Rainbow eine Gegend „irgendwo über dem Regenbogen“, wo „Träume wahr werden“. Dieses Lied von Harold Arlen und E. Y. Harburg wurde 1994 als Coverversion von Marusha zu einer Techno-Hymne. Zum gleichen Genre zählt auch Rainbow To The Stars von Dune.
Der französische Komponist Olivier Messiaen, ein Synästhetiker, komponierte in seinem 1944 entstandenen „Quartett auf das Ende der Zeit“ (Quatuor pour la fin du temps) einen Satz mit dem Titel „Wirbel der Regenbögen für den Engel, der das Ende der Zeit verkündet“ (Fouillis d’arcs-en-ciel, pour l’Ange qui annonce la fin du temps). György Ligeti überschrieb 1985 eine seiner Etüden für Klavier mit Arc-en-ciel („Regenbogen“).
Die Rock-Band The Rolling Stones schilderte 1967 in ihrem Song She’s a Rainbow („Sie ist ein Regenbogen“) diverse Drogenerfahrungen und bediente sich dabei der Farbenpracht des Regenbogens als Metapher für die Weiblichkeit.
Die deutsche Hardrock-Band Scorpions nannte ihr zweites Studioalbum von 1974 Fly to the Rainbow, worauf sich am Ende das gleichnamige Stück befindet.
Rainbow war eine Hardrock-Band, die 1975 vom Gitarristen Ritchie Blackmore gegründet wurde. Das Debütalbum der Gruppe, Ritchie Blackmore’s Rainbow, enthält den Song Catch the Rainbow von Blackmore und dem Sänger der Band Ronnie James Dio.
Bezugnehmend auf den sprichwörtlichen Topf mit Gold am Ende des Regenbogens heißt es in dem Lied All of my Heart (1982) der Pop-Band ABC: „No I won’t be told there’s a crock of gold at the end of the rainbow.“
Im Bereich des Metal ist der Song At the End of the Rainbow der schwedischen Band Hammerfall zu nennen, wo man am „Ende des Regenbogens mit Gold in den Händen“ stehen will (auf ihrem 1998 erschienenen Studioalbum Legacy of Kings). Und die deutsche Band Axxis singt Touch the Rainbow (auf ihrem 1990 erschienenen Studio-Album Axxis II).

Oberwappen und Schild derer von Pfuel

### Heraldik
In der Heraldik kann ein Abbild eines Regenbogens eine gemeine Figur oder auch ein Heroldsbild sein. Die Darstellung im Wappen mit der Berührung der Schildränder macht ihn zum Heroldsbild. In den meisten Wappen wird er als solches gestaltet.

## Rezeption
Am 7. Februar 2019 gab die Deutsche Post AG in der Serie Himmelsereignisse ein Postwertzeichen im Nennwert von 70 Eurocent mit der Bezeichnung Regenbogenfragment heraus. Der Entwurf stammt von Bettina Walter.
Weitere symbolische Verwendungen
- In der New-Age-Bewegung erschien der Regenbogen als Logo für deren Buchreihe „New Age, Modelle für morgen“. Er ziert seitdem zahlreiche esoterische Publikationen und Produkte, in denen er aber seine Symbolik verloren hat, und lediglich zur Erzeugung positiver Gefühle, Harmonie und Ganzheit dient.
- Teile der Hamburger Grün-Alternativen Liste, die nach der Bielefelder Bundesdelegiertenkonferenz von Bündnis 90/Die Grünen Anfang 1999 aus der Partei ausgetreten waren, nannten sich in der Folgezeit Regenbogen – Für eine neue Linke. Ihre Abgeordneten im Landesparlament, der Bürgerschaft, wurden als Regenbogenfraktion bezeichnet.
- Andere Sprach-Kombinationen mit Regenbogen sind z. B. Regenbogenpresse und Regenbogenforelle. Ein baden-württembergischer privater Radiosender nennt sich Radio Regenbogen. Auch der Name der Hilfsorganisation AIDA e. V. setzt sich aus den jeweiligen Anfangsbuchstaben aus dem portugiesischen Arco Iris do Amor (zu Deutsch: Regenbogen der Liebe) zusammen.
- In Anlehnung an eine indianische Prophezeiung, der zufolge nach der Verwüstung der Erde Krieger des Regenbogens („Menschen vieler Farben, Klassen und Glaubensrichtungen“) die Welt bevölkern werden, erkor Greenpeace den Regenbogen zu seinem Erkennungszeichen und taufte sein Flaggschiff auf den Namen Rainbow Warrior.

Regenbogenfahnen
Die Regenbogenfahne ist ein in der Geschichte vielfach und in verschiedenem Sinne verwendetes Symbol:
- Sie war die Flagge der alten südamerikanischen Hochkultur der Inkas.
- Während der Bauernkriege symbolisierte sie den Anspruch auf eine Wiederherstellung des Bundes mit Gott, entsprechend der christlichen Begründung ihrer Forderungen sowohl in den Zwölf Artikeln wie auch bei Thomas Müntzer.
- „World Peace Flag“ wurde 1913 offizielle Fahne des Weltfriedenskongresses.

Siebenfarbige Regenbogenfahne der internationalen Friedensbewegung

- Homosexuelle des ausgehenden 20. und des beginnenden 21. Jahrhunderts sehen die von Gilbert Baker 1977 entworfene Regenbogenfahne mit sechs Farben als Zeichen für Toleranz und sexuelle Freiheit. Sie wird neben anderen Pride-Flaggen (siehe LGBT-Symbole) auch als häufigstes Symbol der LGBT-Community verwendet.
- Bei den Demonstrationen gegen den Irak-Krieg 2003 führte die italienische Friedensbewegung eine Regenbogenfahne mit sieben Farben mit dem Aufdruck Pace, italienisch für Frieden, ein. Die Reihenfolge der Farben ist zu der der LGBT-Regenbogenfahne umgekehrt (oben Rot, unten Violett). Sie dient auch der internationalen Friedensbewegung als Symbol.
- Die offizielle Flagge des Jüdischen Autonomen Gebiets in Russland zeigt vor weißem Hintergrund einen ebenfalls siebenfarbigen Regenbogen.[24] Die Farbreihenfolge ist gegenüber der italienischen Friedensfahne wiederum umgekehrt und entspricht damit der Farbfolge im natürlichen Haupt-Regenbogen.